# Якубовський Володимир Іванович
Володимир Іванович Якубовський (15 січня 1961, Миколаїв — 27 червня 2022, Миколаїв) — український художник, скульптор, «народний хвілософ».

## Біографія
Якубовський Володимир Іванович народився 15 січня 1962 року в місті Миколаєві на хуторі Старий Водопій в українській родині. Жив та працював у Миколаєві. З дитинства захоплювався малюванням та фотографуванням, навчався в ізостудії під керівництвом відомого колориста Романа Вайнштока. Після закінчення 8 класу Миколаївської загальноосвітньої школи поступив до Харківського державного художнього училища, який закінчив 1981 року за спеціальністю «художник-оформлювач спектаклю (декоратор)». Працював у Миколаївському академічному обласному театрі ляльок. Служив в армії СРСР у внутрішніх військах пожежником на Московському автомобільний заводі. Був ліквідатором Чорнобильської катастрофи. Працював художником на Миколаївському суднобудівному заводі. Виставляв свої твори для продажу в художніх салонах Києва, Миколаєва, Одеси. Був учасником художніх виставок присвячених пам'яті Р. Я. Вайнштока в Миколаєві.
Помер 27 червня 2022 року. Прах митця, відповідно його заповіту, після кремації, був розвіяний в українському степу.

## Творчість
Творчий спадок майстра складають близько 200 живописних полотен, 50 графічних монохромій, 300 скульптурних фігур та композицій з мармуру, пісковика, граніту, базальту, гіпсу та деревини. Широко відомими є його аматорські копії Збручанського ідолу з каменю, багато з яких зараз виставлені в екстер'єрі музею Якубовських в Києві, засновником якого є рідний брат Володимира — Якубовський О. І., та авторське малярство — репліки українських народних сюжетів про Козака Мамая.
Працював у різних напрямках: натюрморт, пейзаж, портрет, жанрові композиції, а також поєднував портретний живопис та натюрморт з пейзажом. Сферою дослідницьких інтересів були сакральні місця рідного краю: Кам'яна могила, Ольвія, київська Лиса гора, миколаївський півострів Аляуди, Мигія. Захоплювався міфами, архетипами, орнаментами, знаками та символами, був закоханий у народні легенди, казки та байки, мотиви яких використовував у своїй творчості. Залишив по собі невеличкі філософські опуси на тему буття душі людської в тілі та небуття духу чоловічого у космосі.
| «Життя людини триває вічно і складене із двох коротеньких періодів-фаз, які нескінченно чергуються між собою; Буття — це мить для існування душі в людському тілі на Землі у причинному світі, так званому, Нашому, Білому, та Небуття — і це теж є мить, тільки вже для перебування духу людини у Вирію - краю, де зростає чарівне та незбагненне, навіть світлим і чистим розумом, магічне та чарівне Світове Дерево, у величезній величній кроні якого гніздяться птахи, пурхають метелики, стрекочать коники-цвіркунчики та відпочивають духи-душі померлих людей. Так, мить та мить, переходячи одна в іншу, дарують нам Вічність — вічне життя. Людина — це втілена Душа, а Дух – це є Душа у первісному Космосі. Дух у Вирію знаходиться дуже близенько (бо ж там не існує, а ні відстані, а ні часу) до самого Расмосу, який все відає та все знає. Ще до втілення, Дух людини обирає Долю свого майбутнього буття, якою він буде жити на Землі після зачаття тіла, а щоби змінити, відкоригувати, переформатовати обрану Долю, людська Душа має прикласти не аби яку, а величезну та сила-силенну Волю»[1] |
Твори митця знаходяться в музеях та приватних колекціях світу. Деяка частина робіт залишилася у розпорядженні родичів-спадкоємців та була ними подарована миколаївським музеям: Миколаївському обласному художньому музею імені В. В. Верещагіна, Миколаївському музею суднобудування і флоту та Миколаївському обласному краєзнавчому музею.
З початком повномасштабної війни з Росією вигадав знак, який на його думку символізує перемогу України над рашизмом. На ньому жовто-блакитна руна Совіло руйнує Російську «георгієвську» Зет.
У 2023 році у Миколаївському обласному краєзнавчому музеї відкрилась виставка «Містерії Володимира Якубовського» — перша персональна виставка художника.

### Галерея

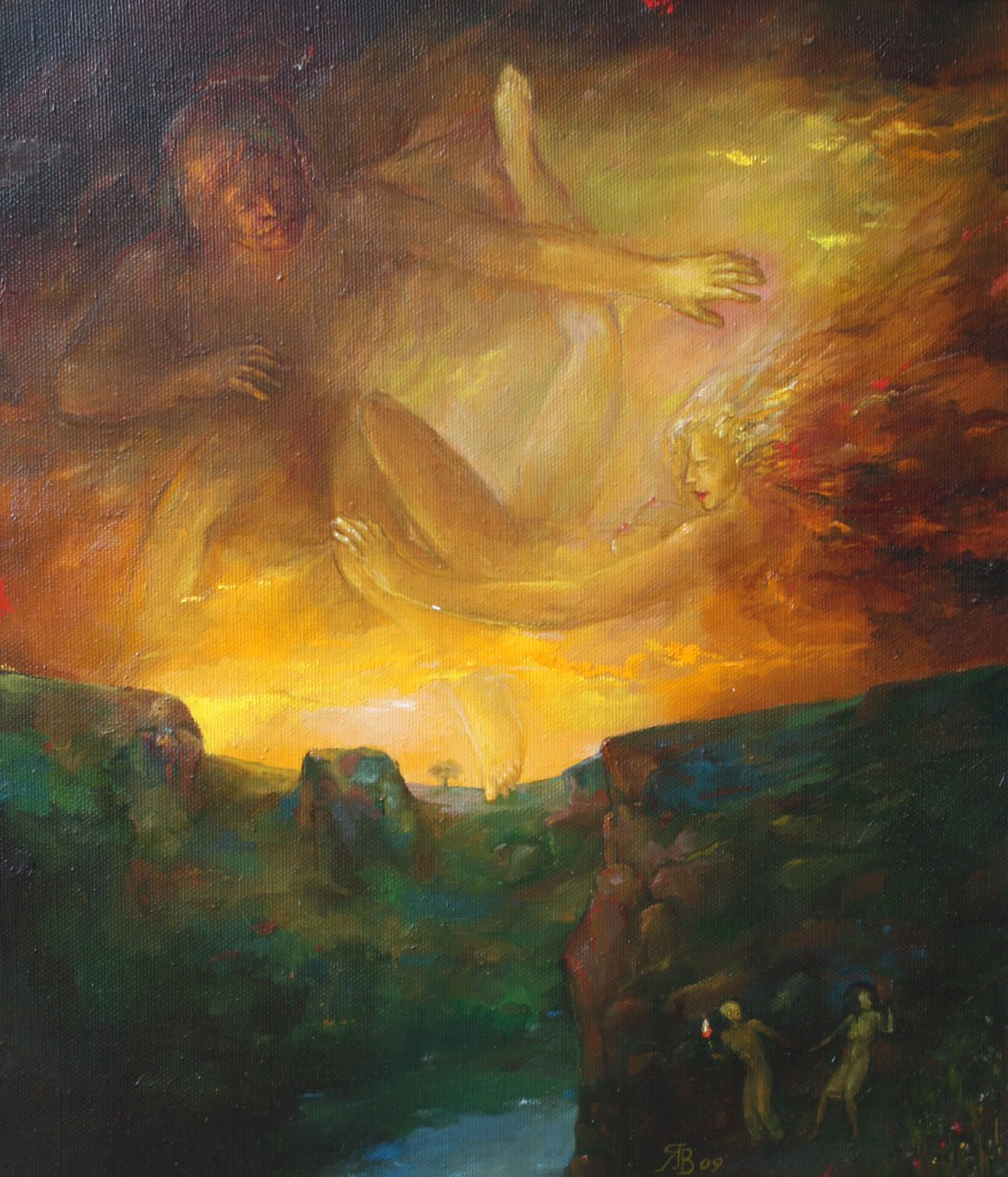
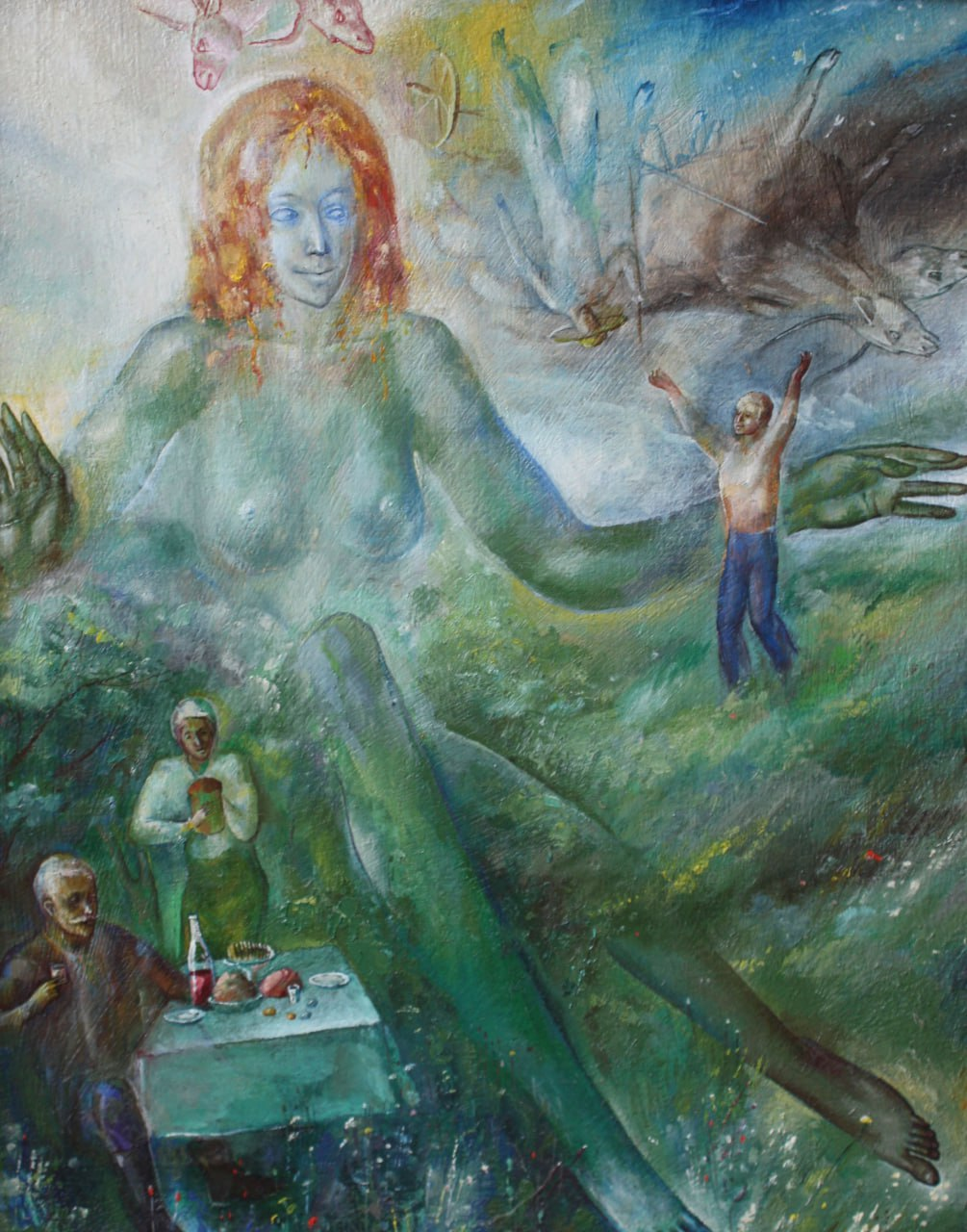
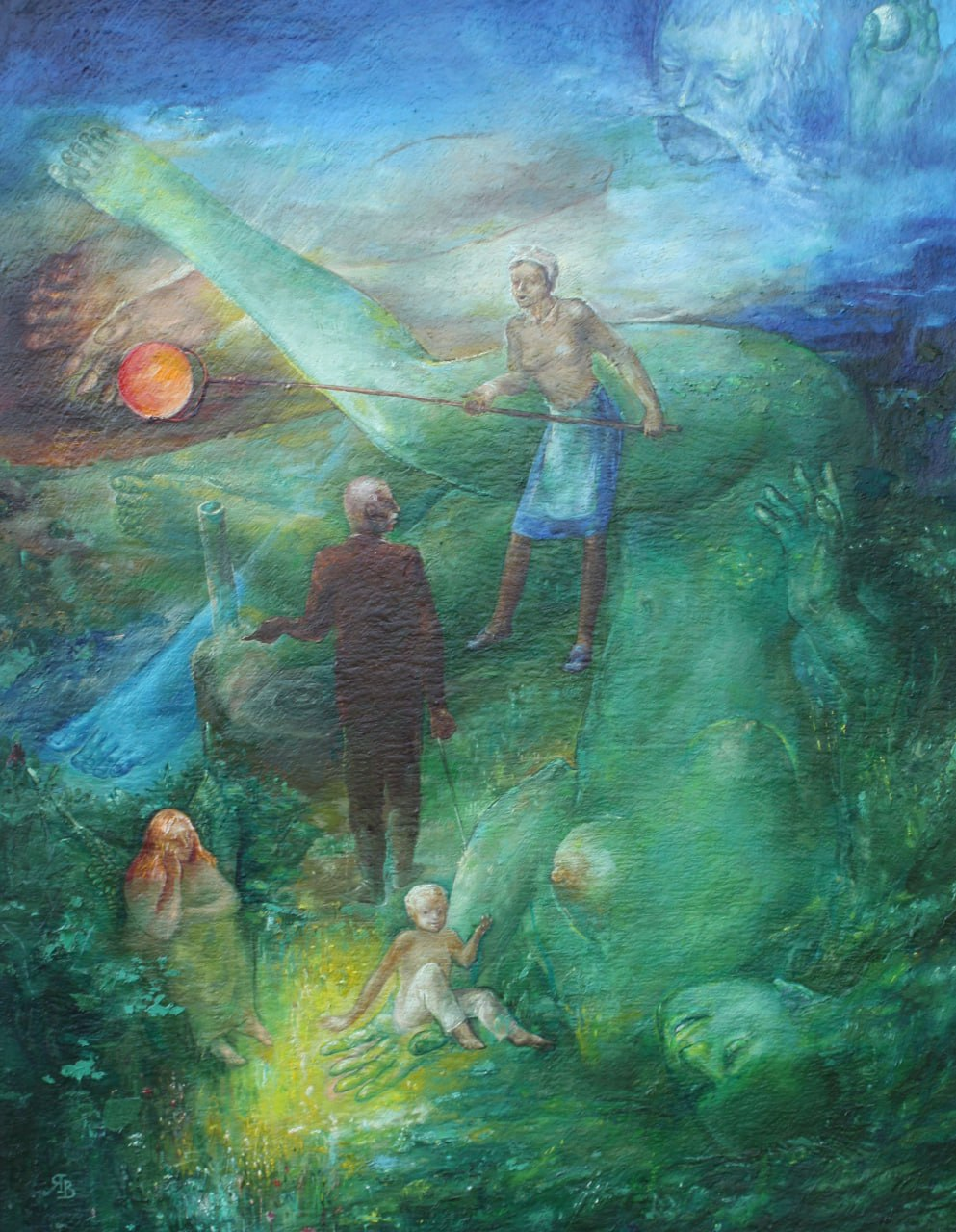
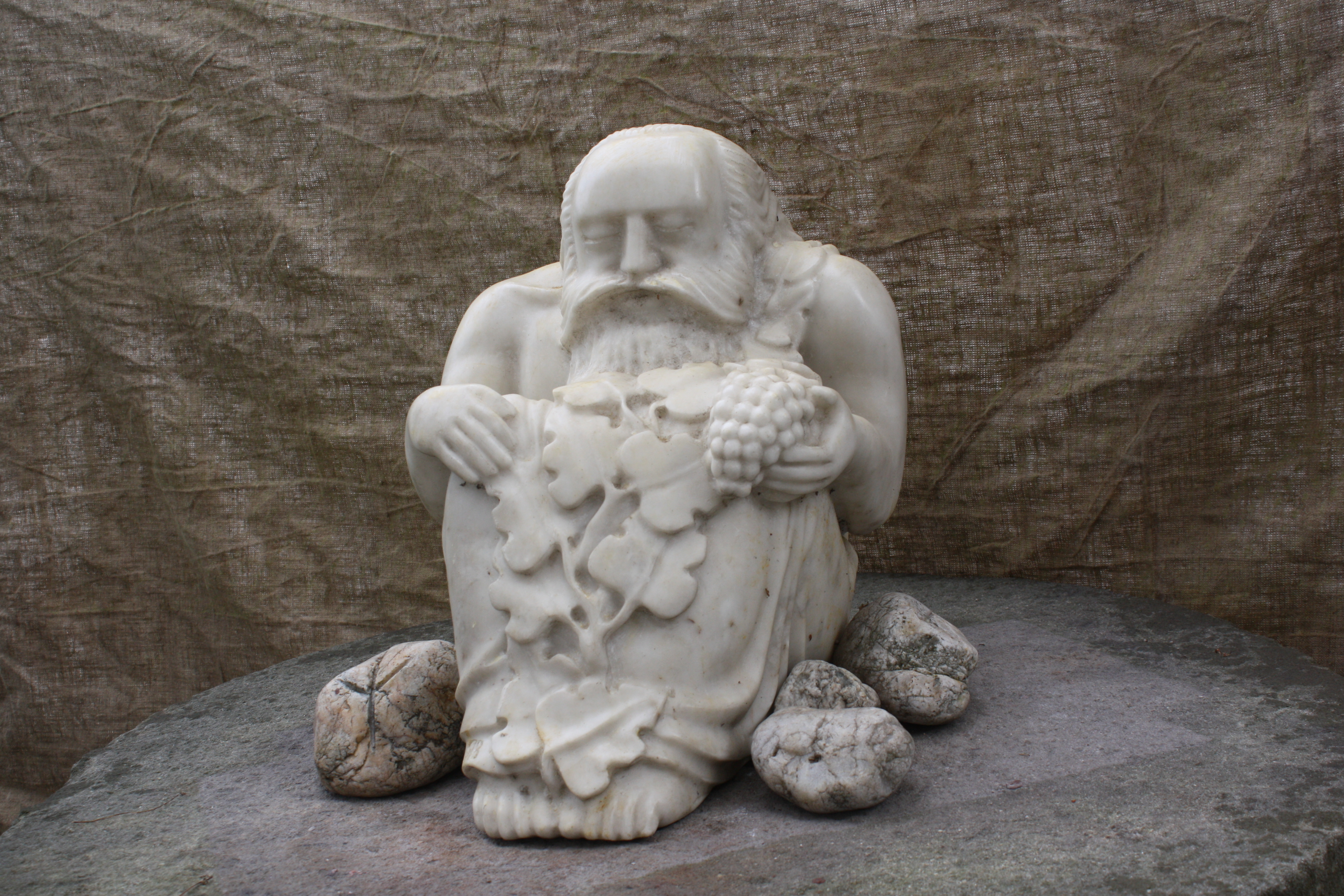
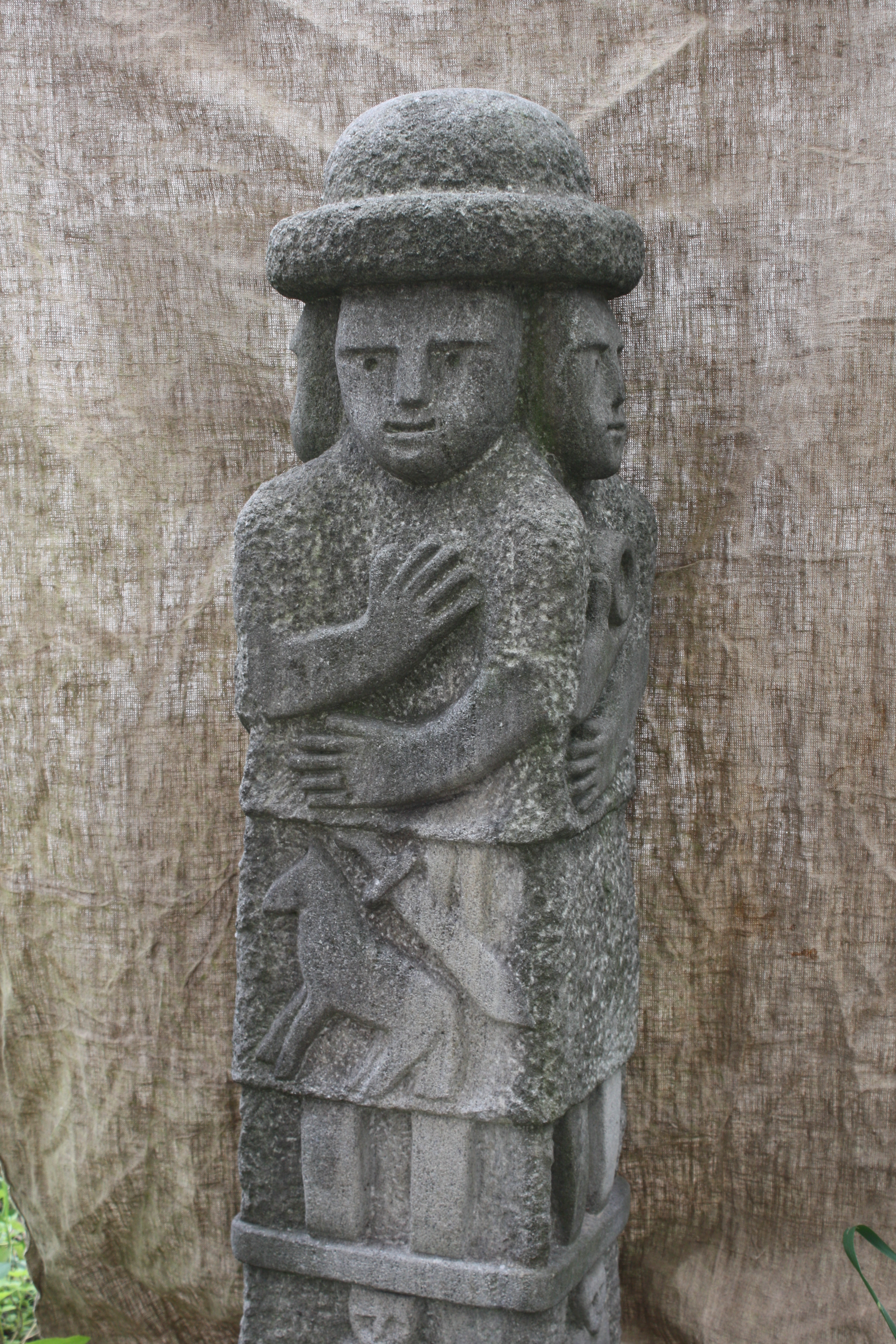
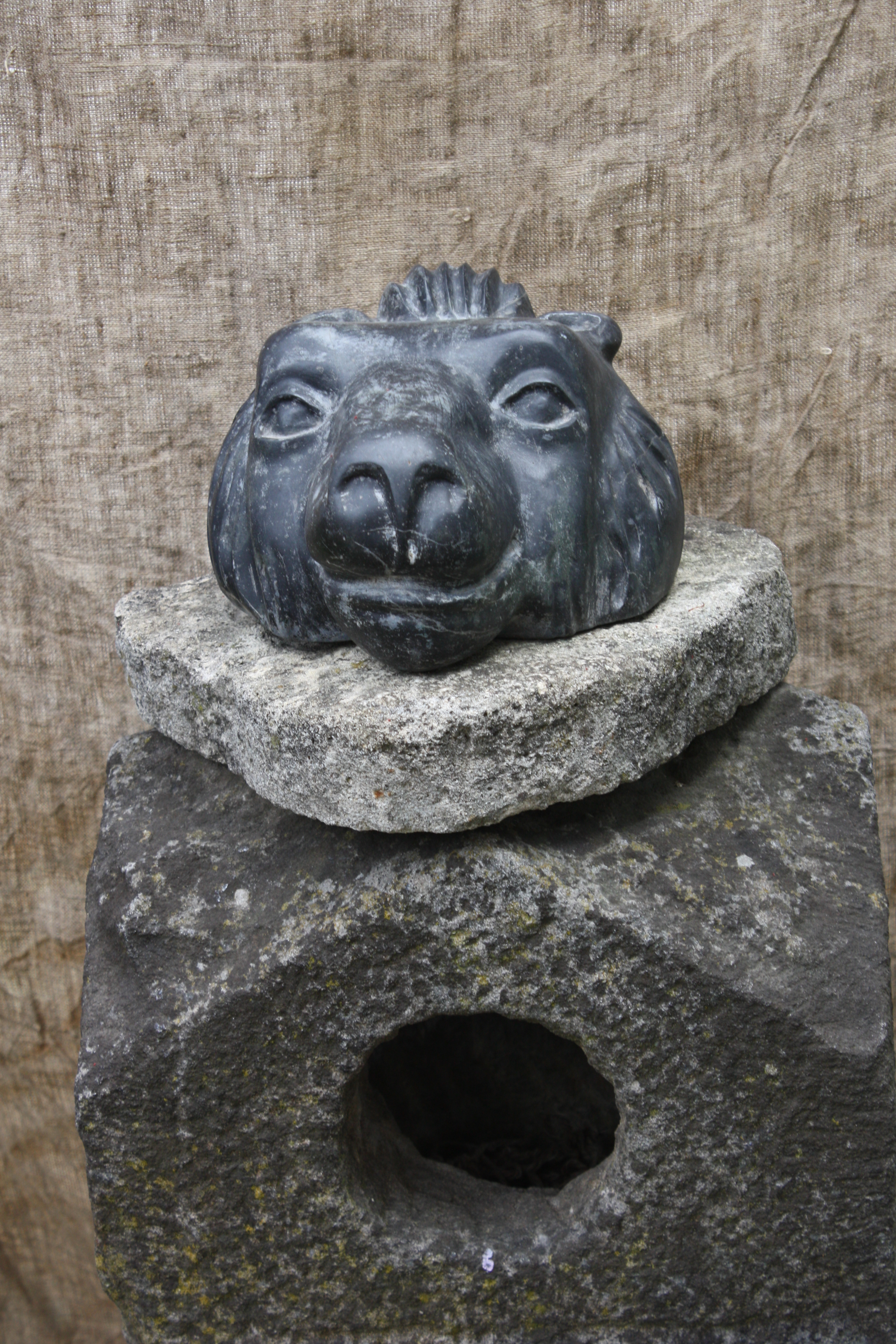
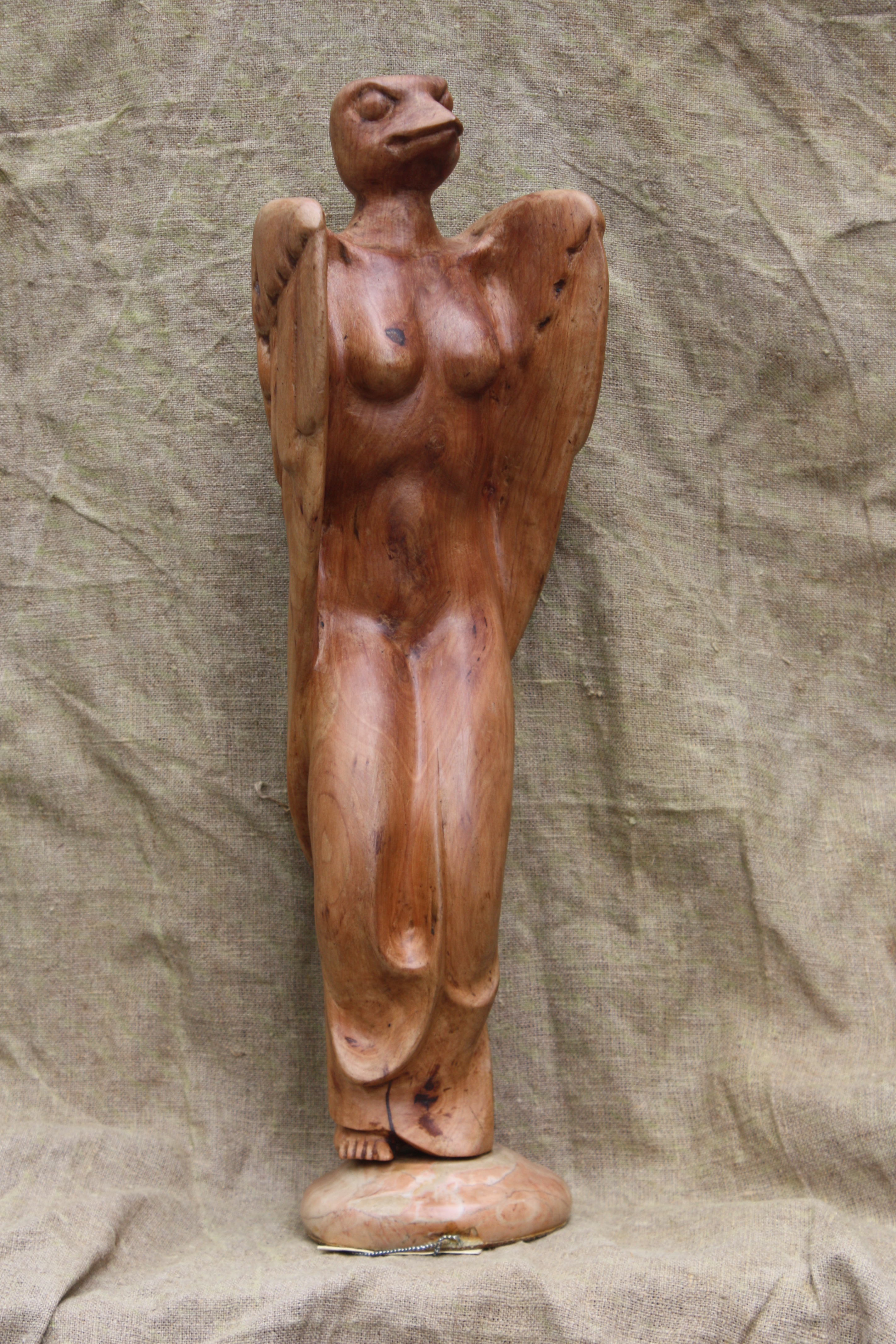
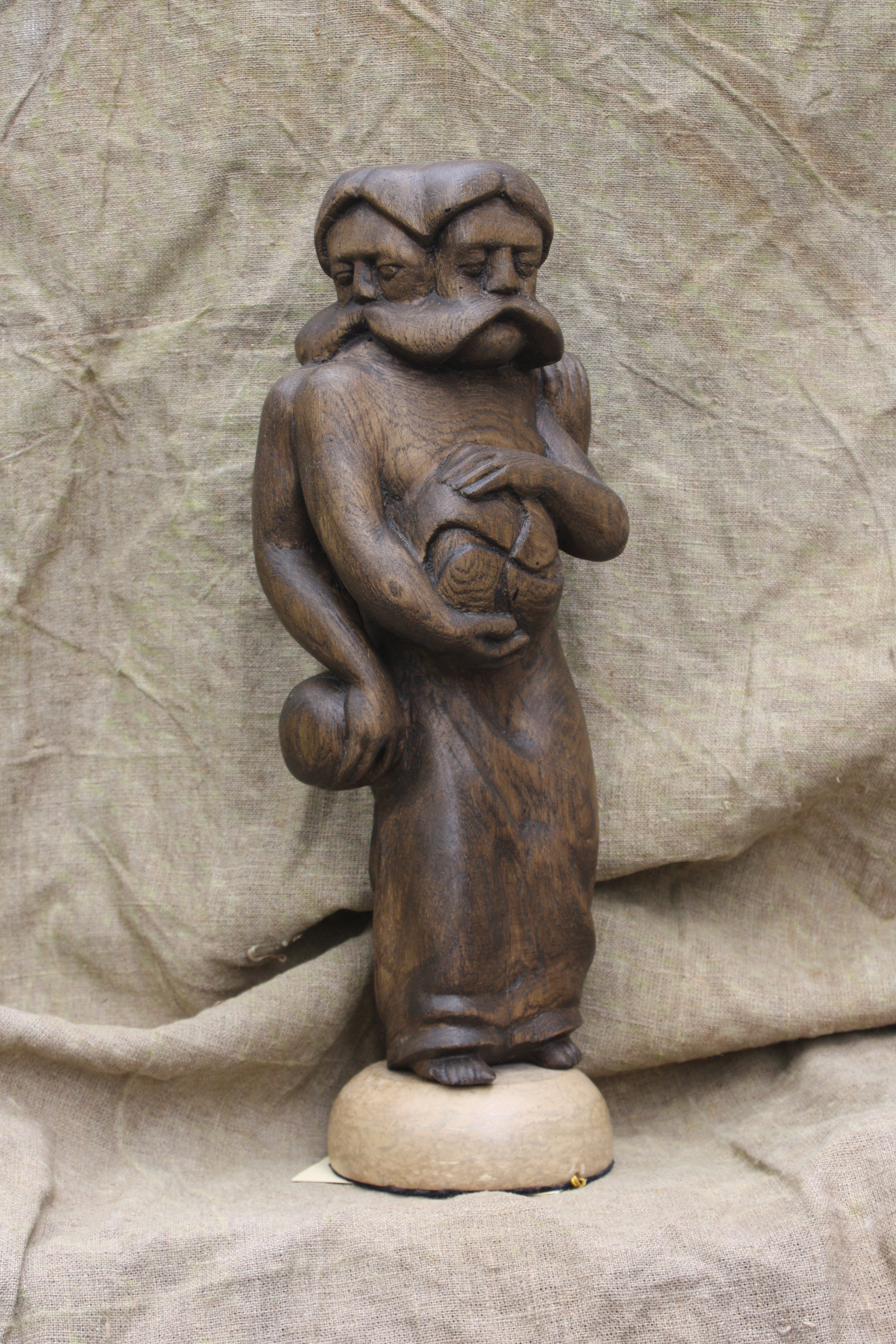
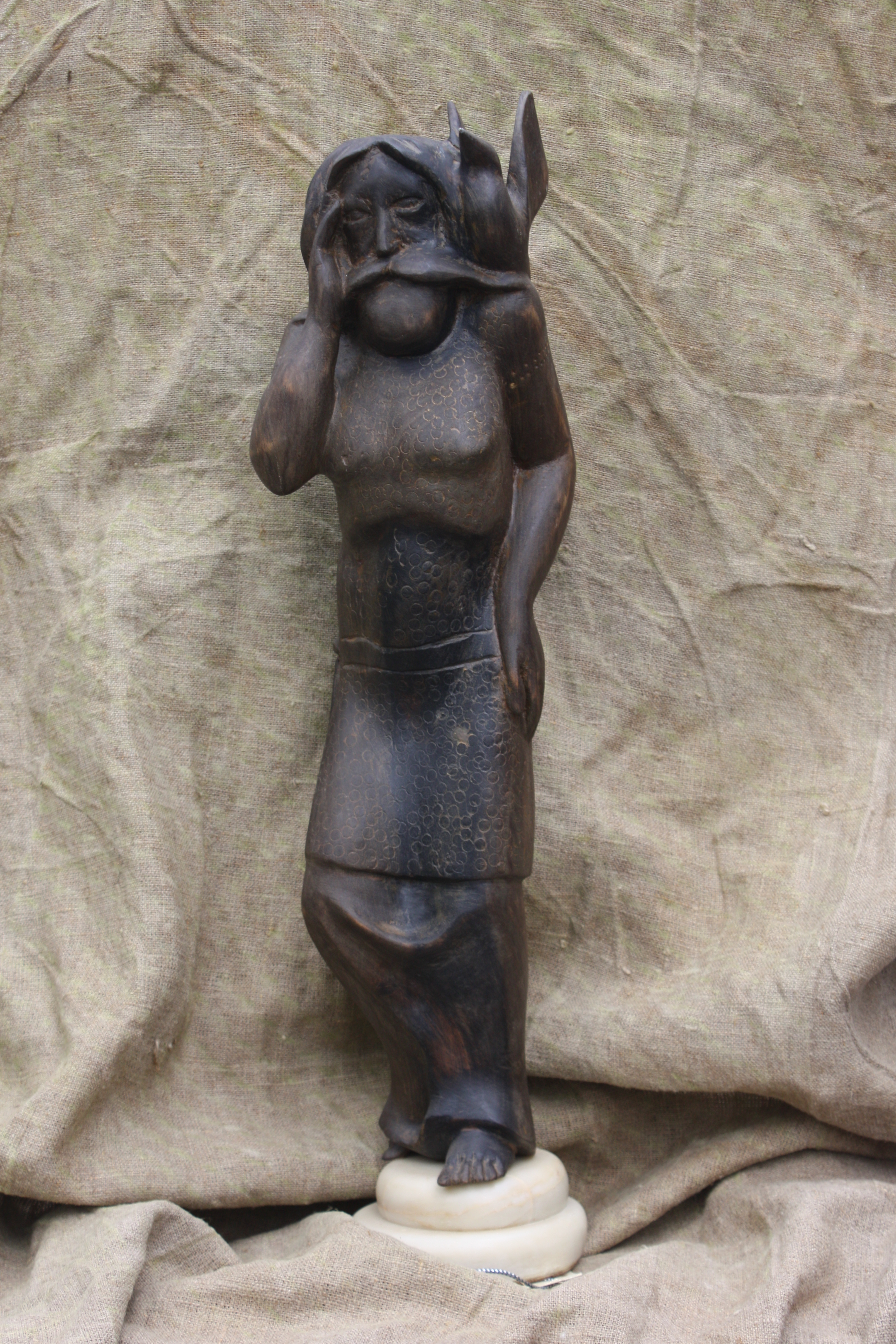
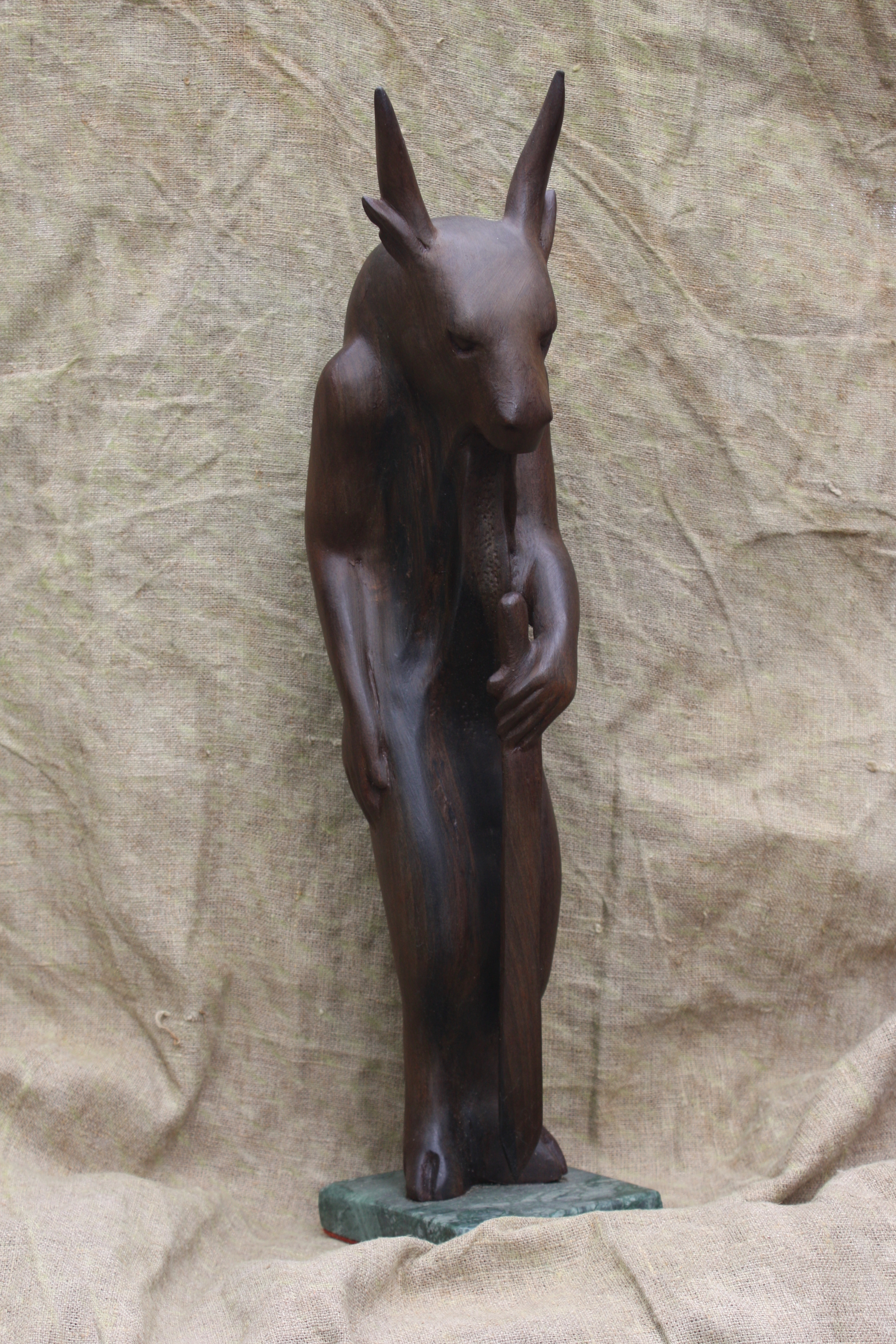
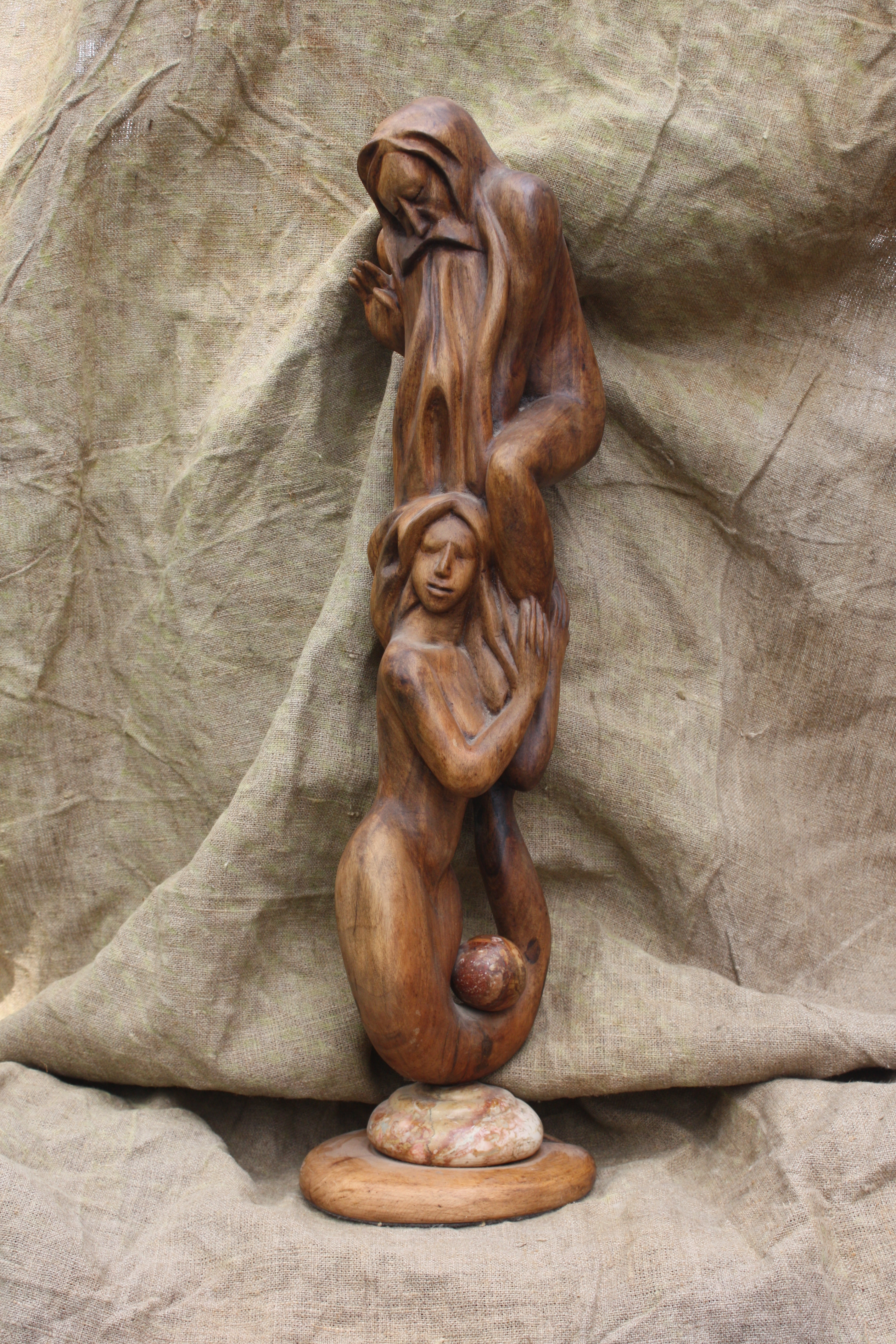
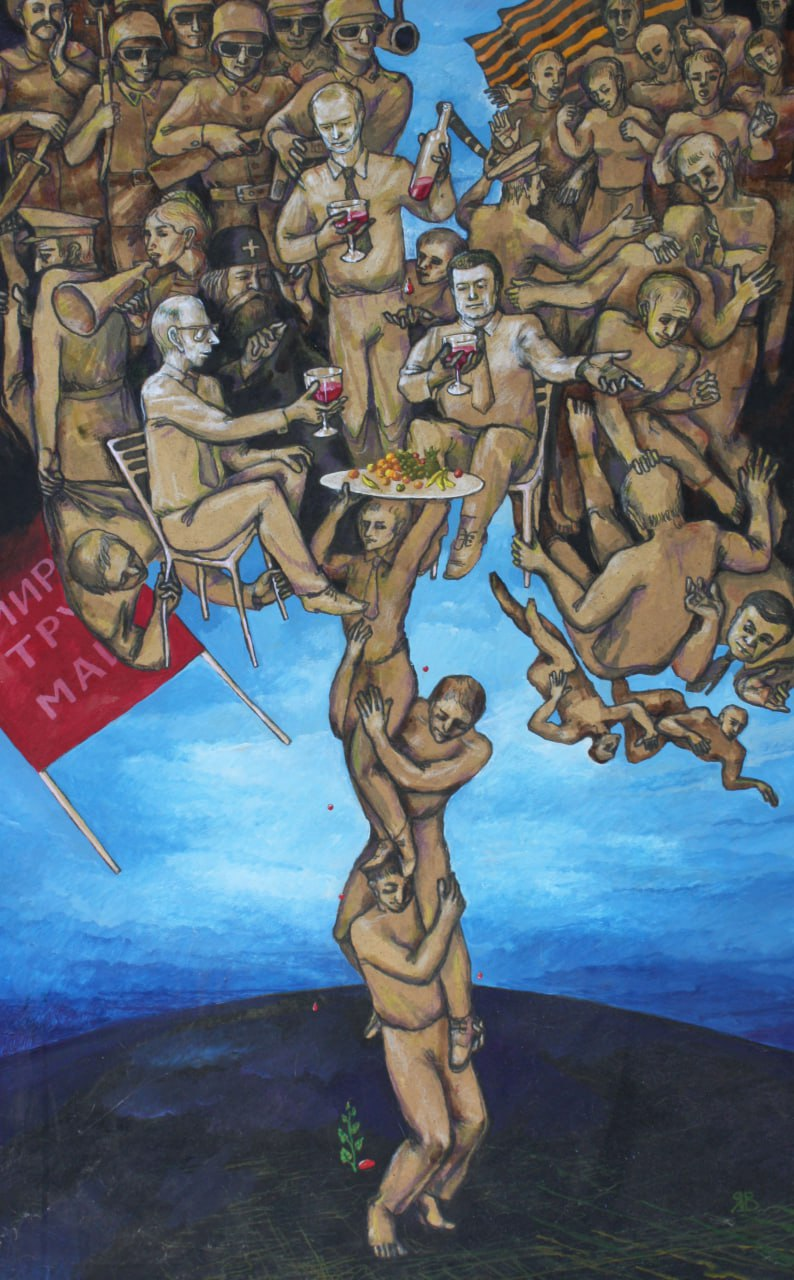
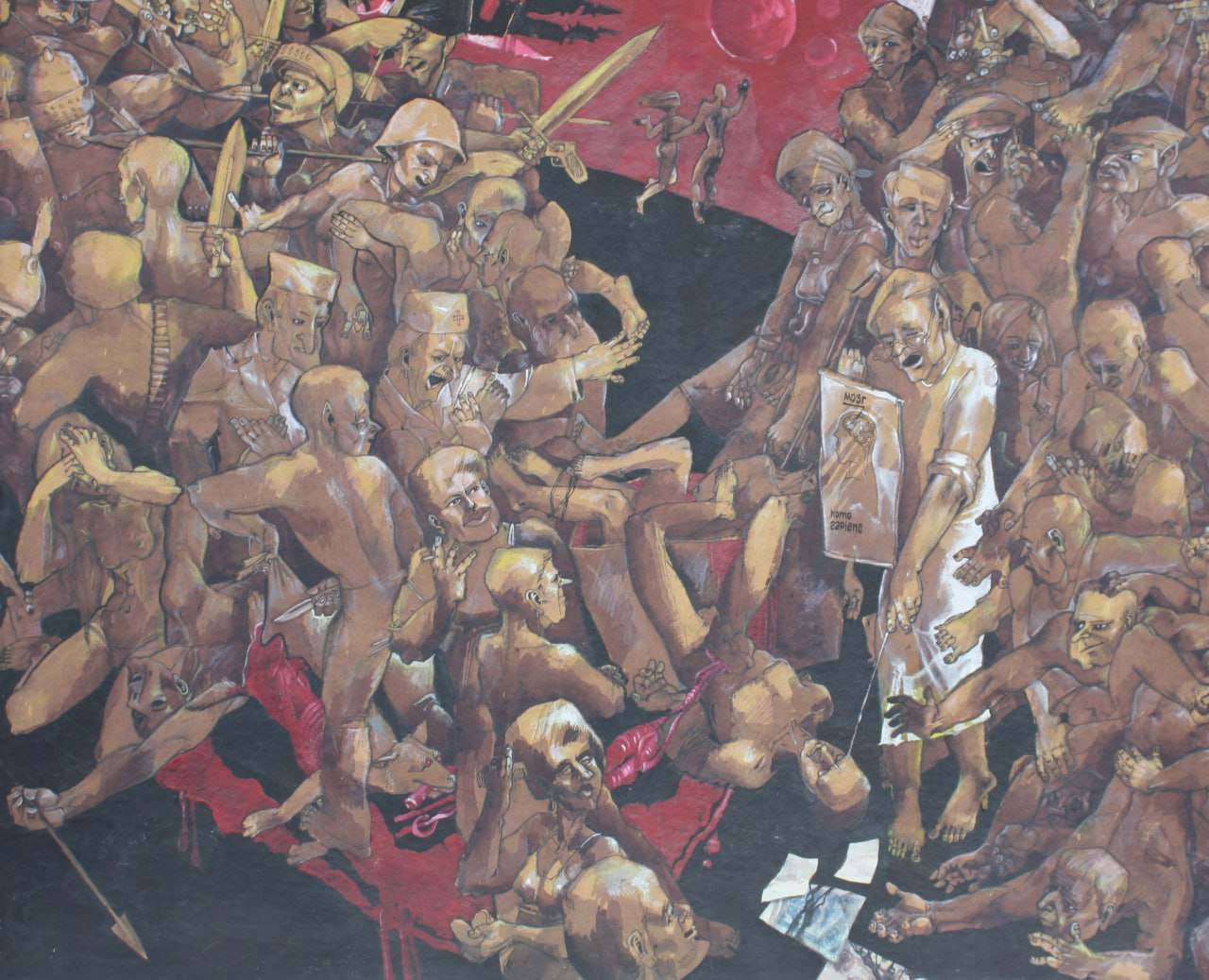
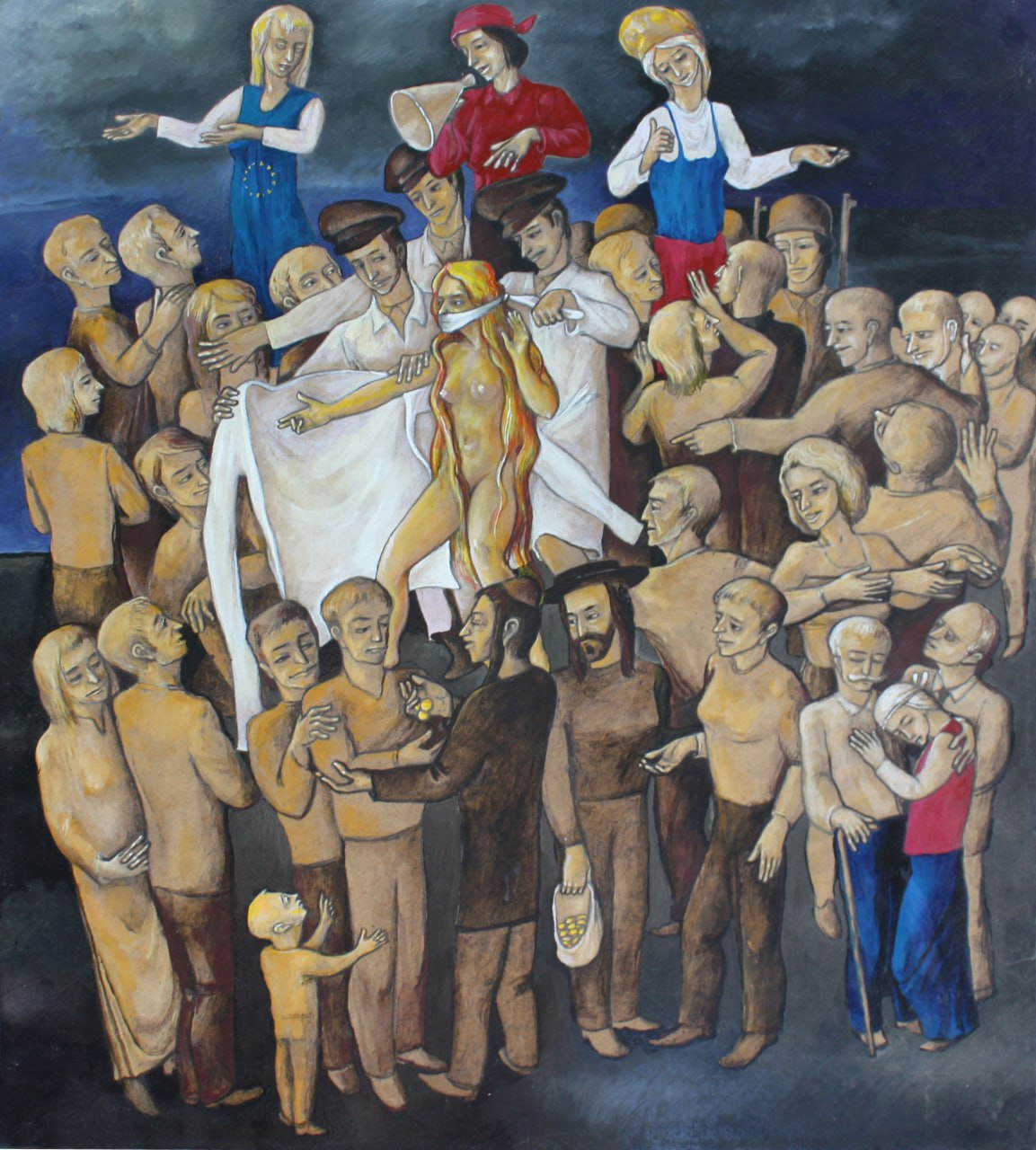
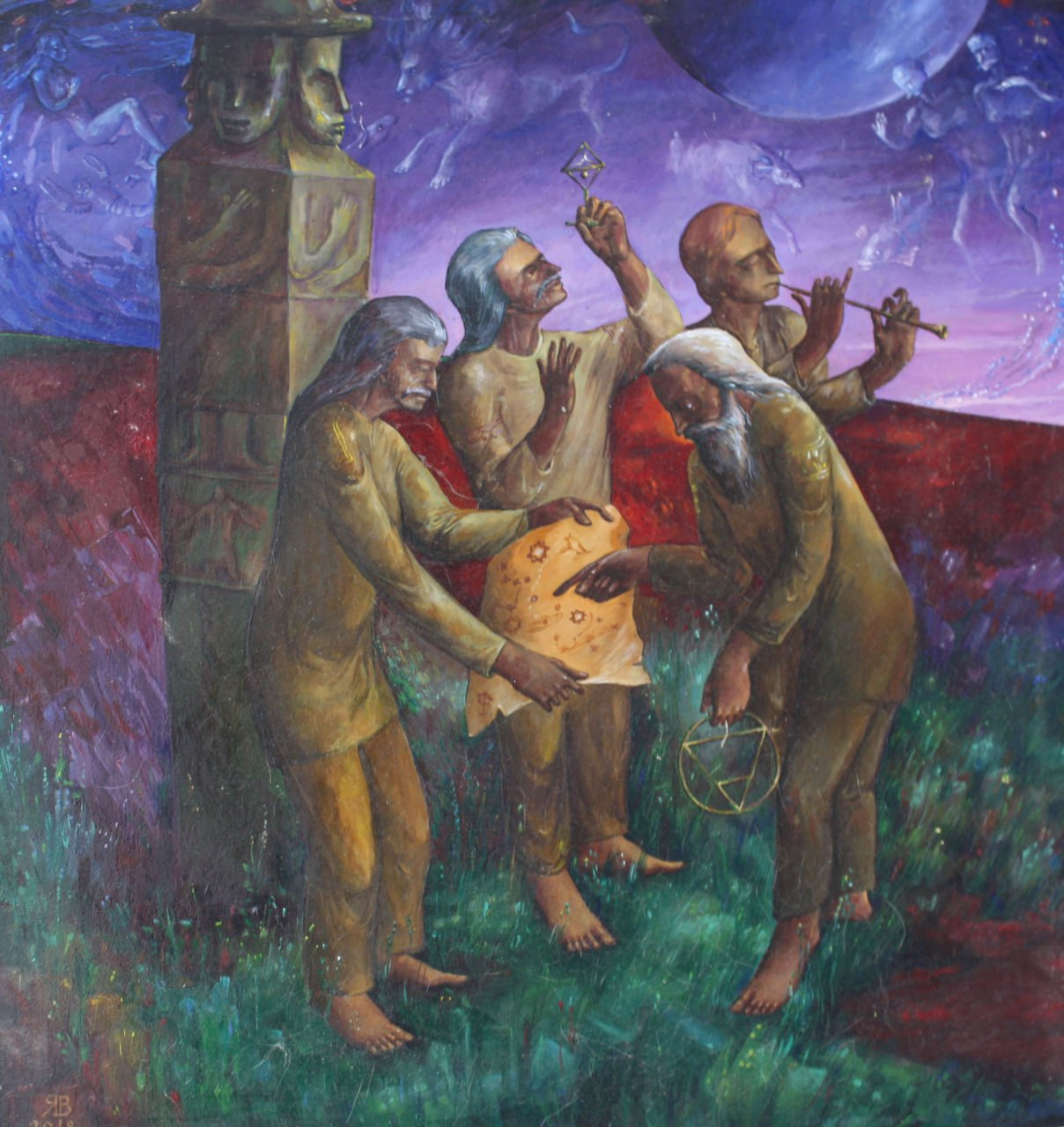
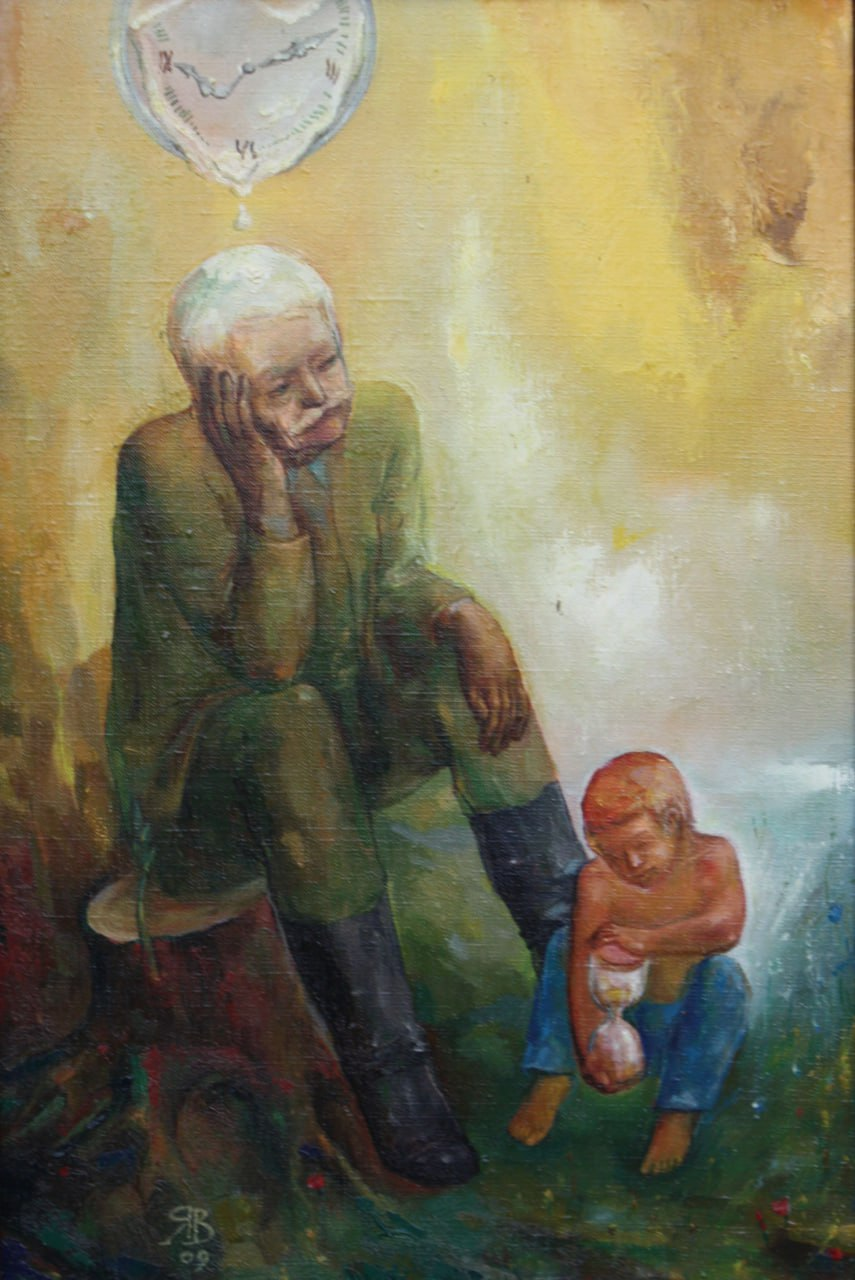
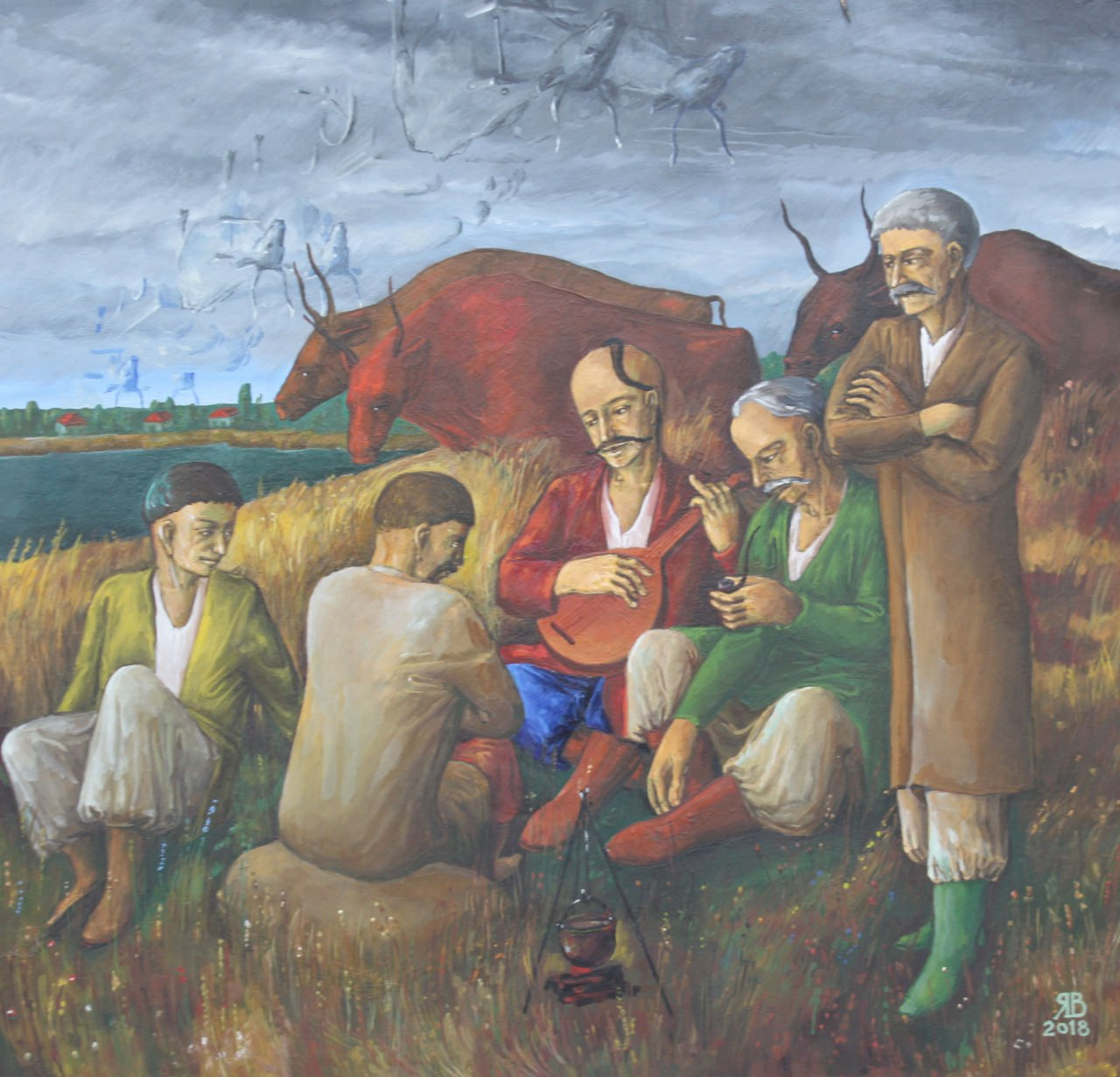
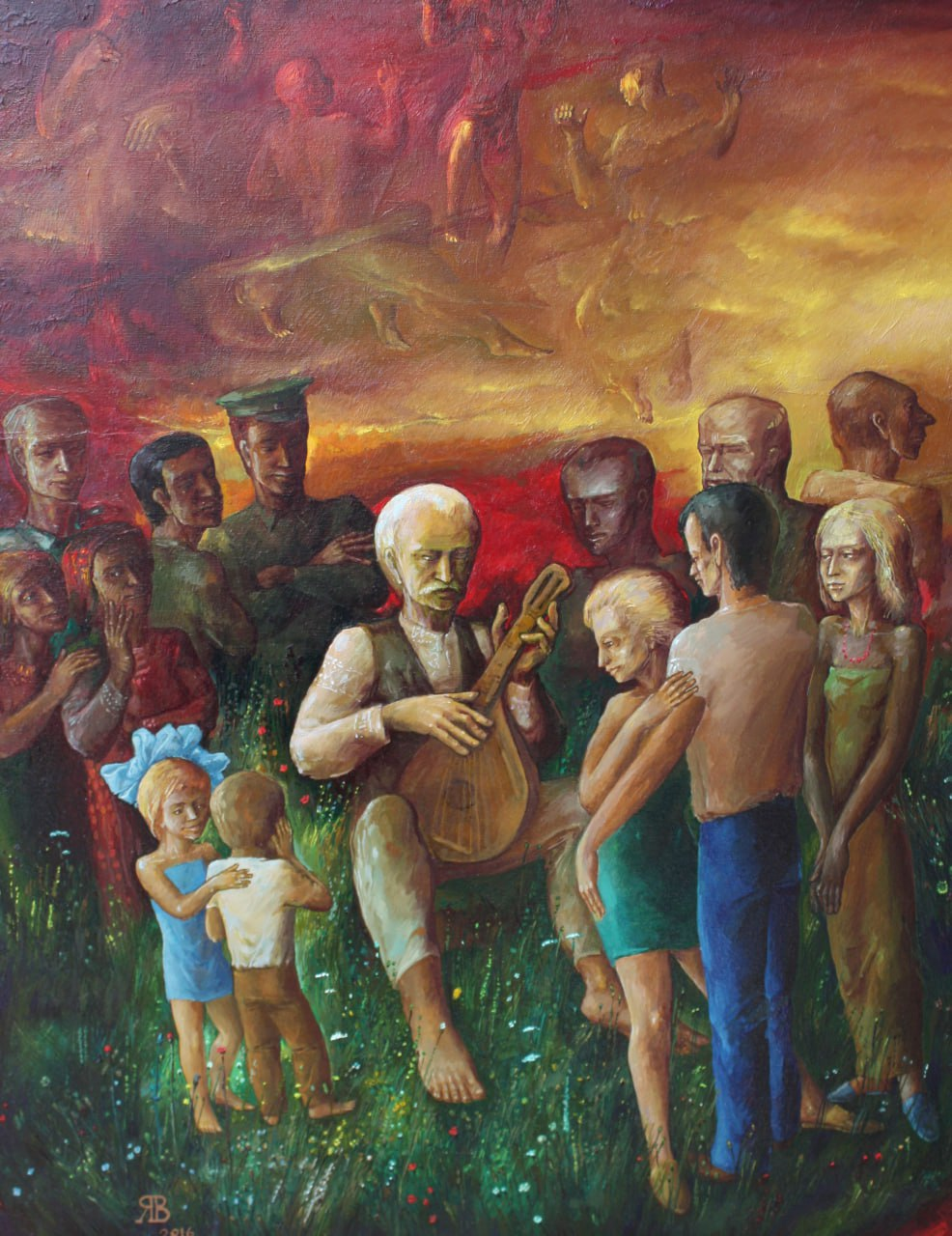
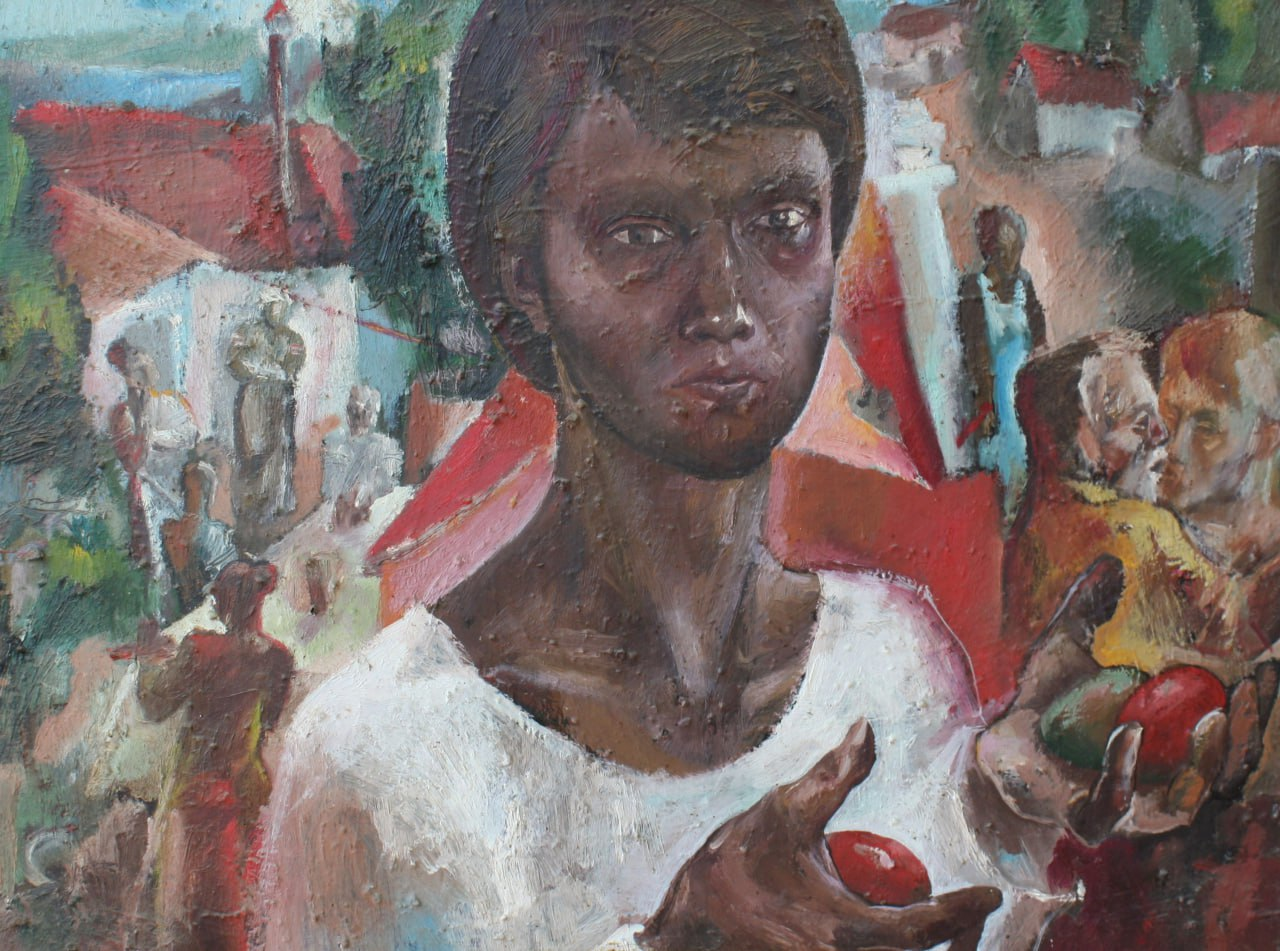
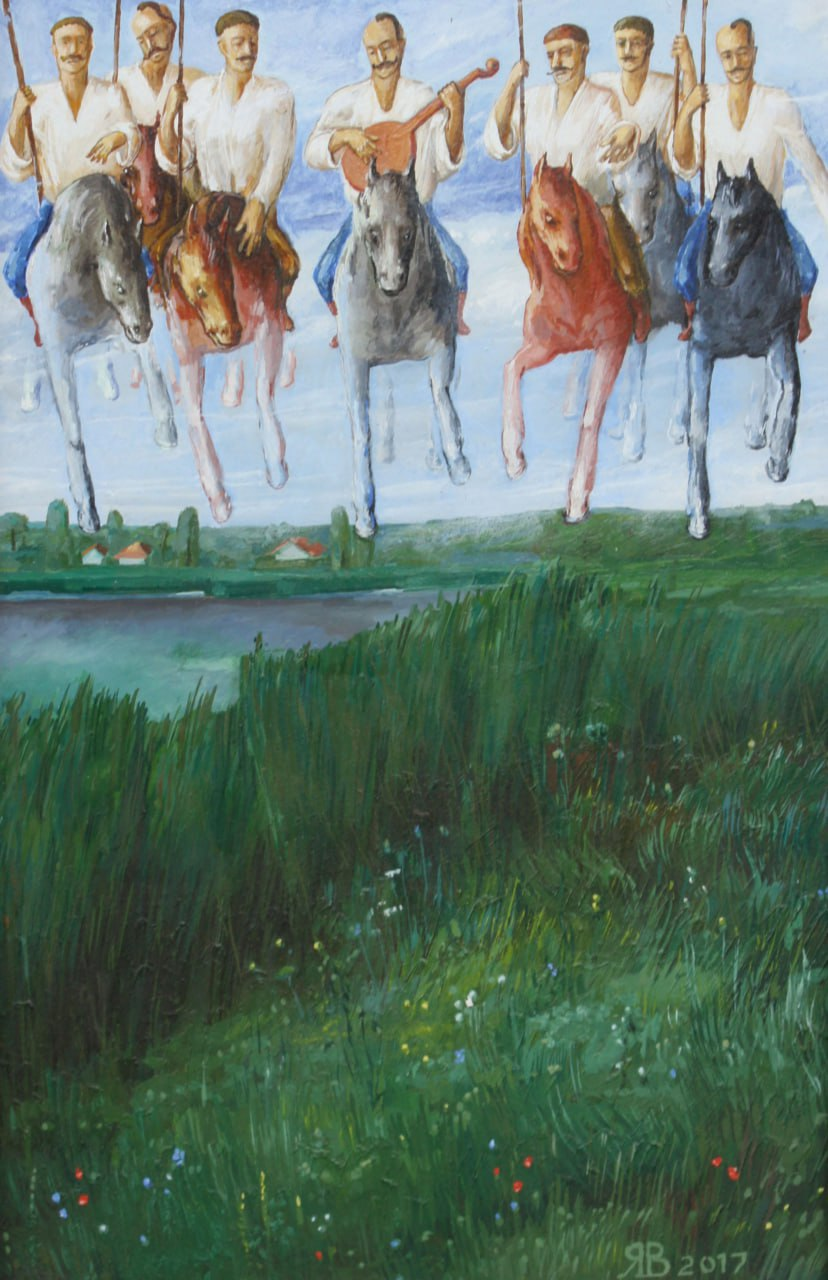
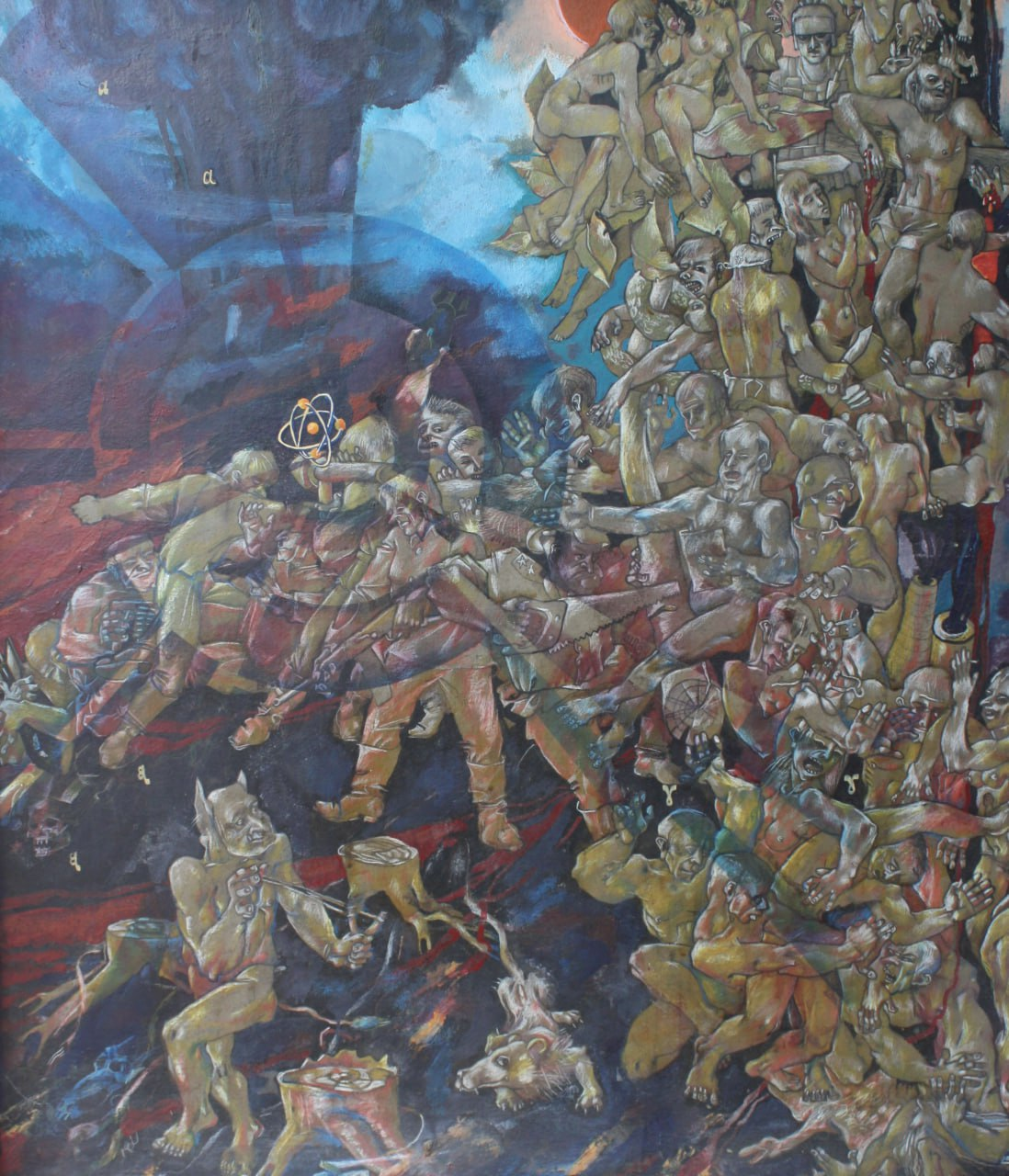
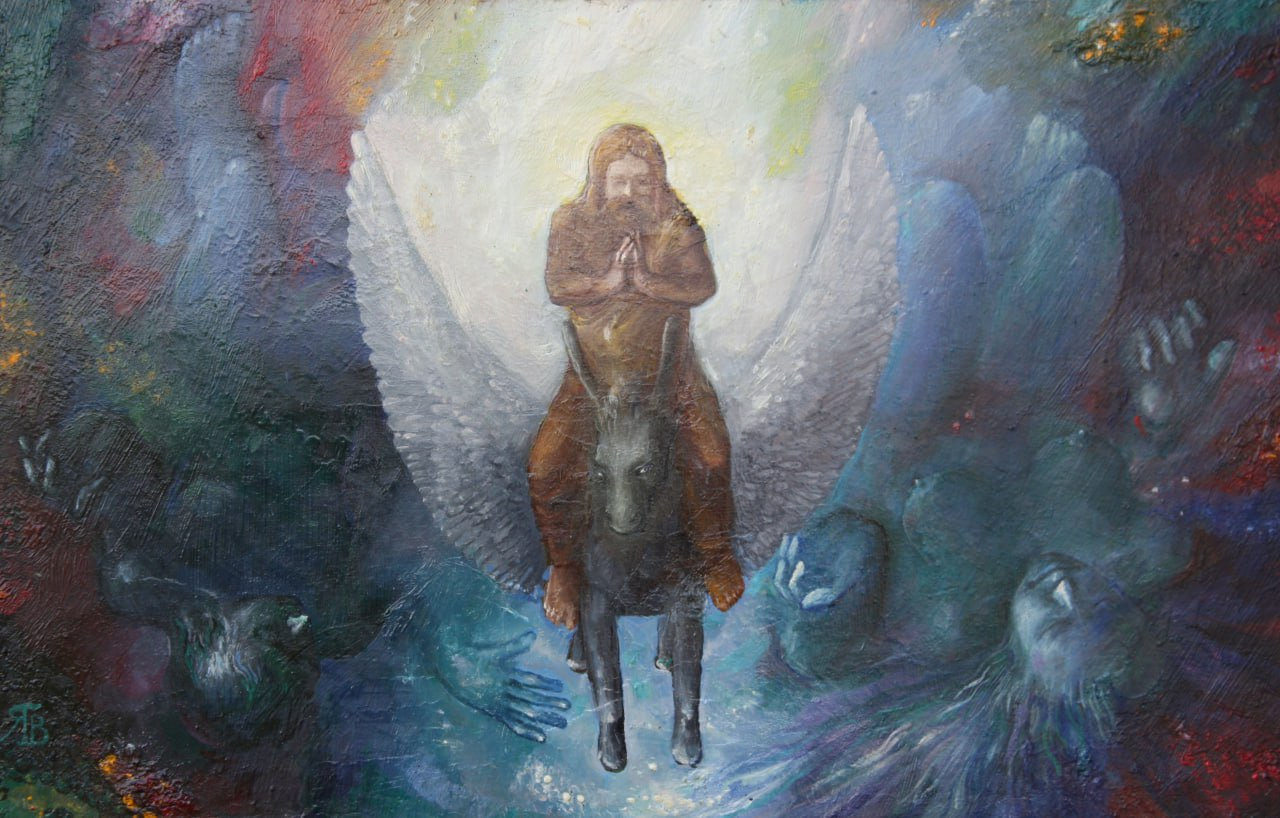
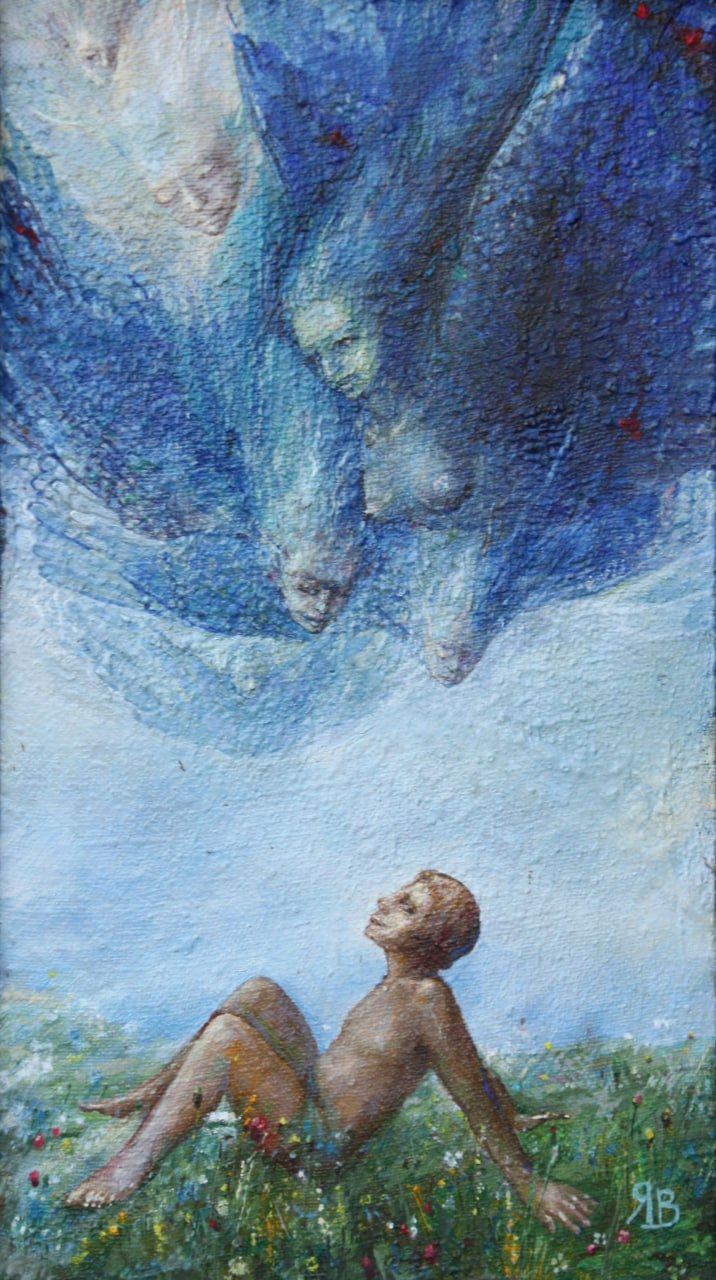
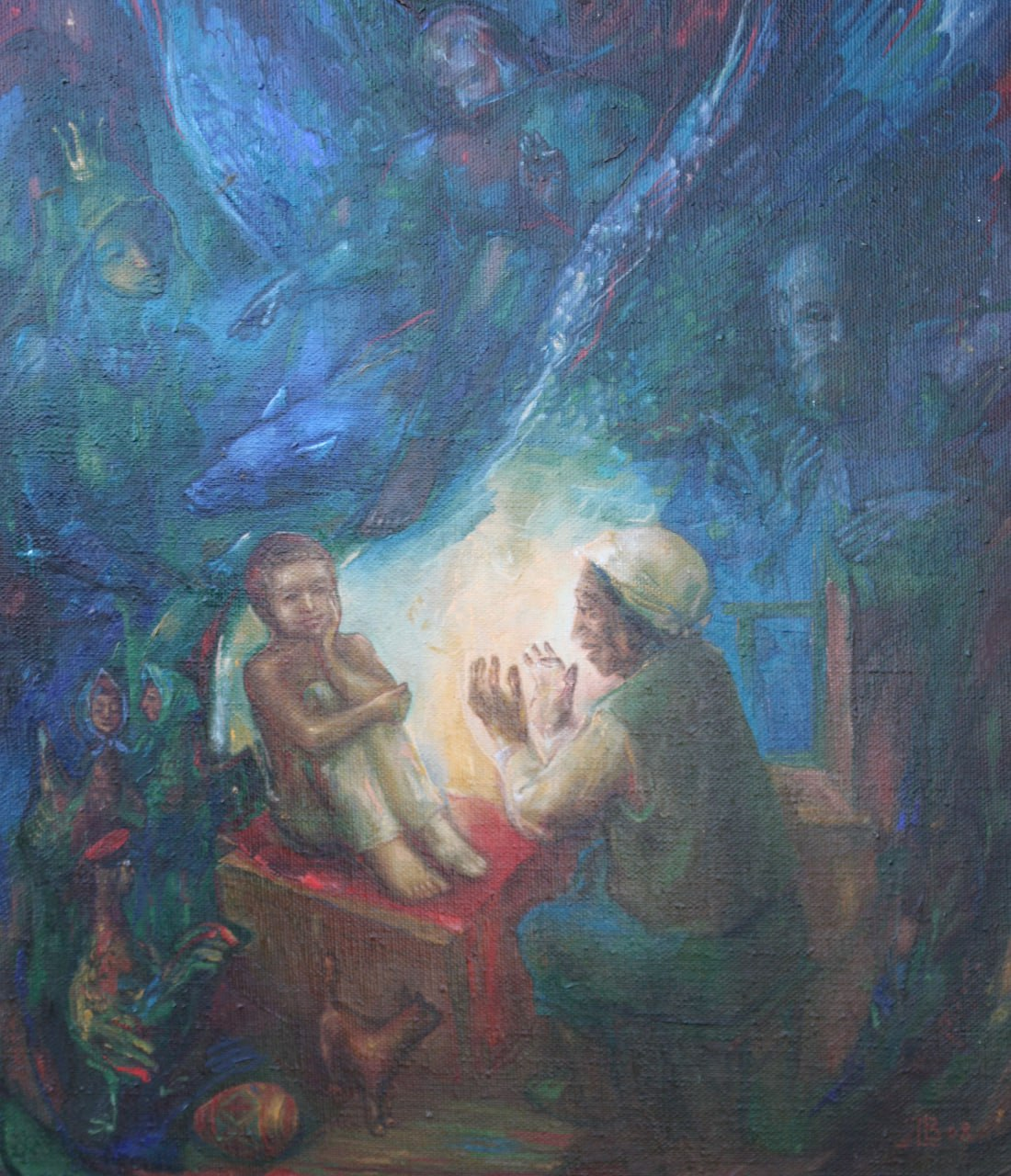
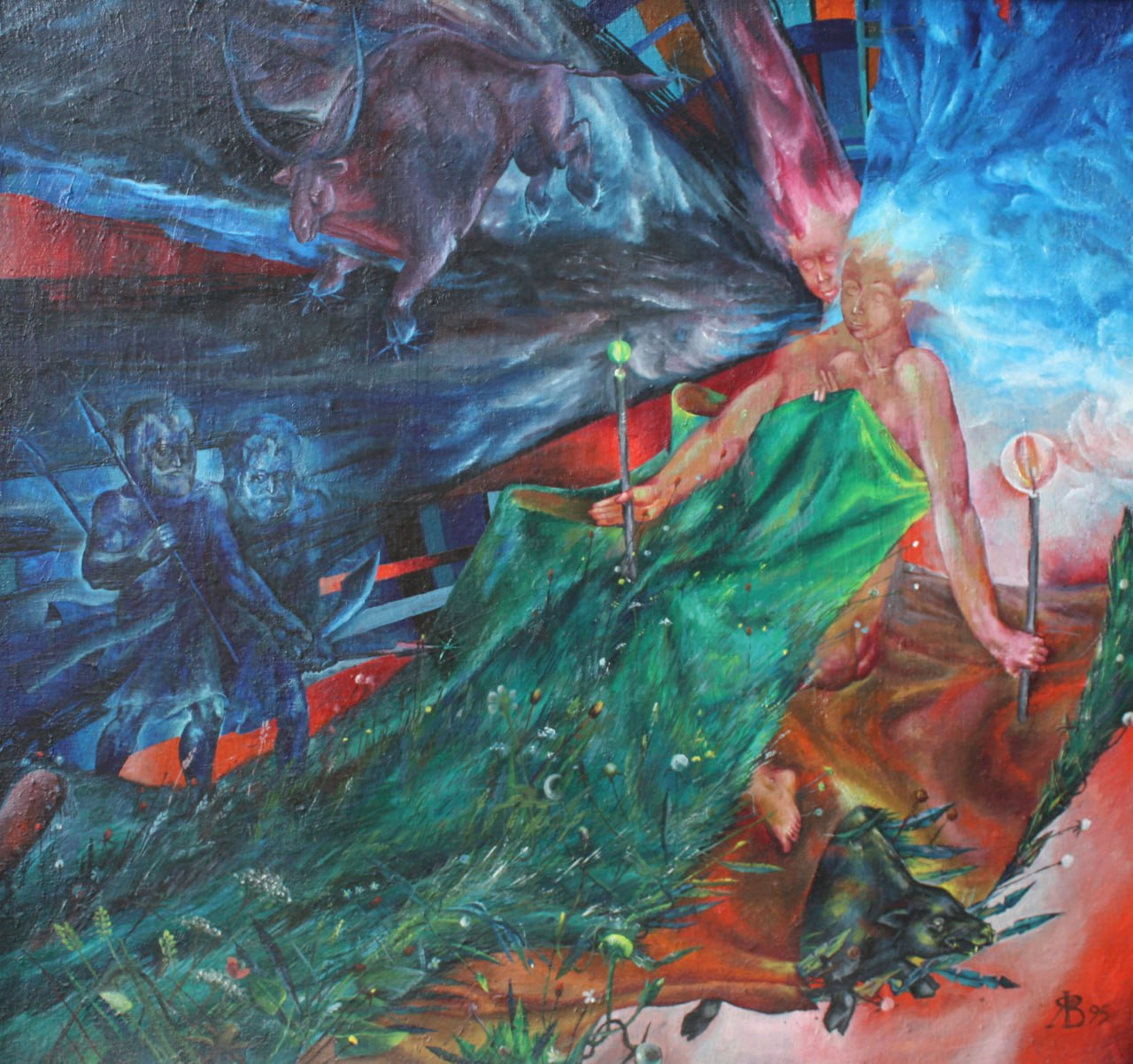
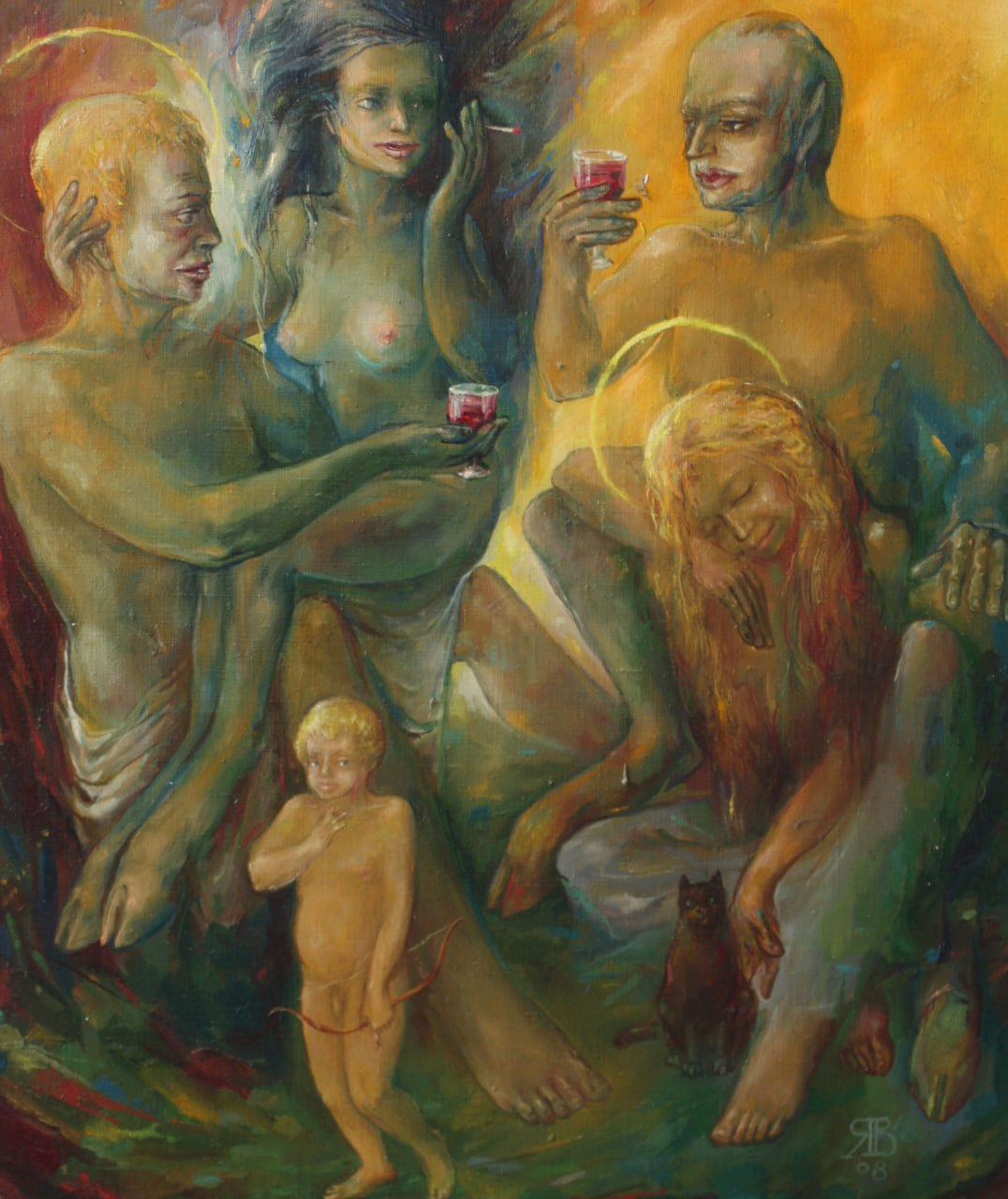
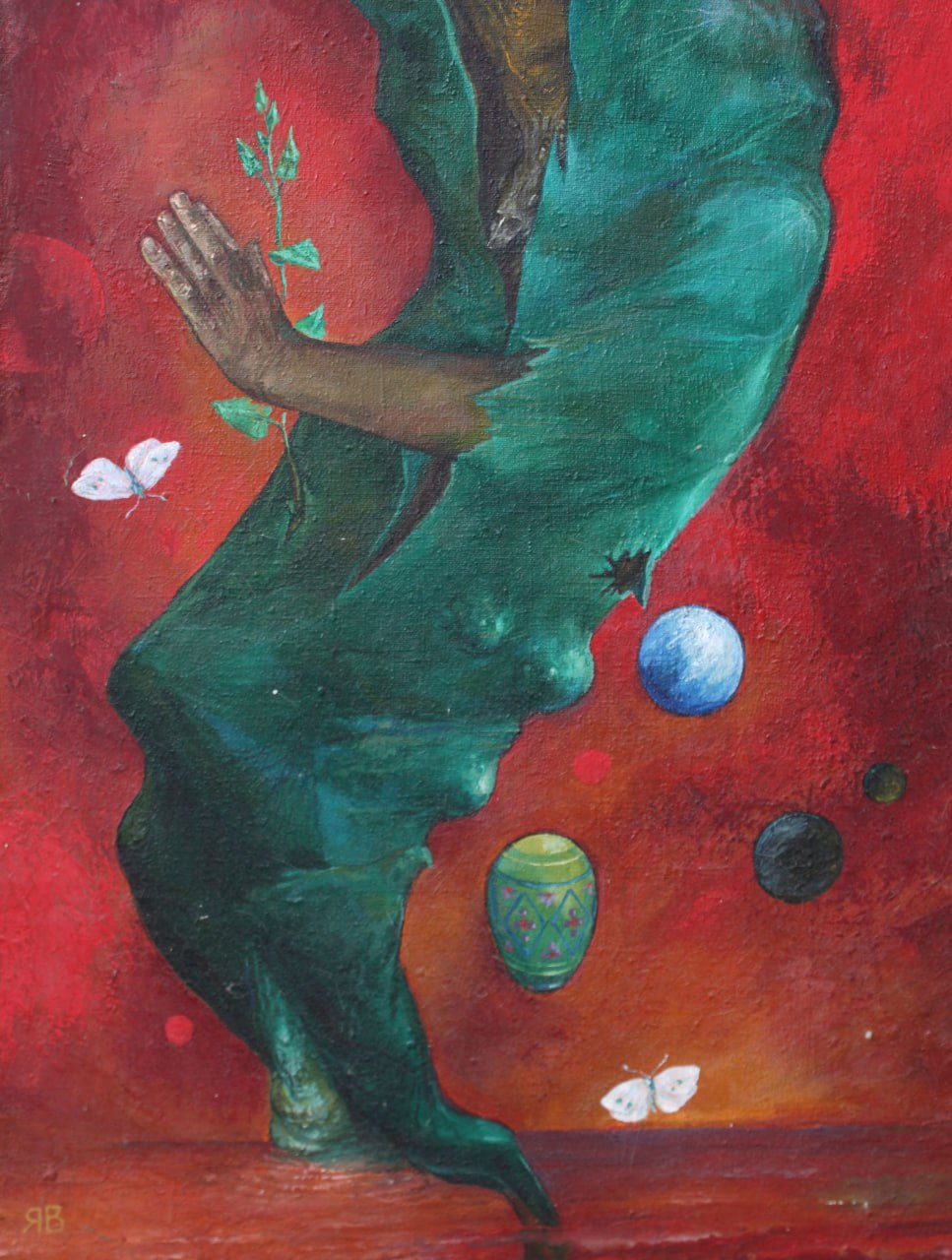
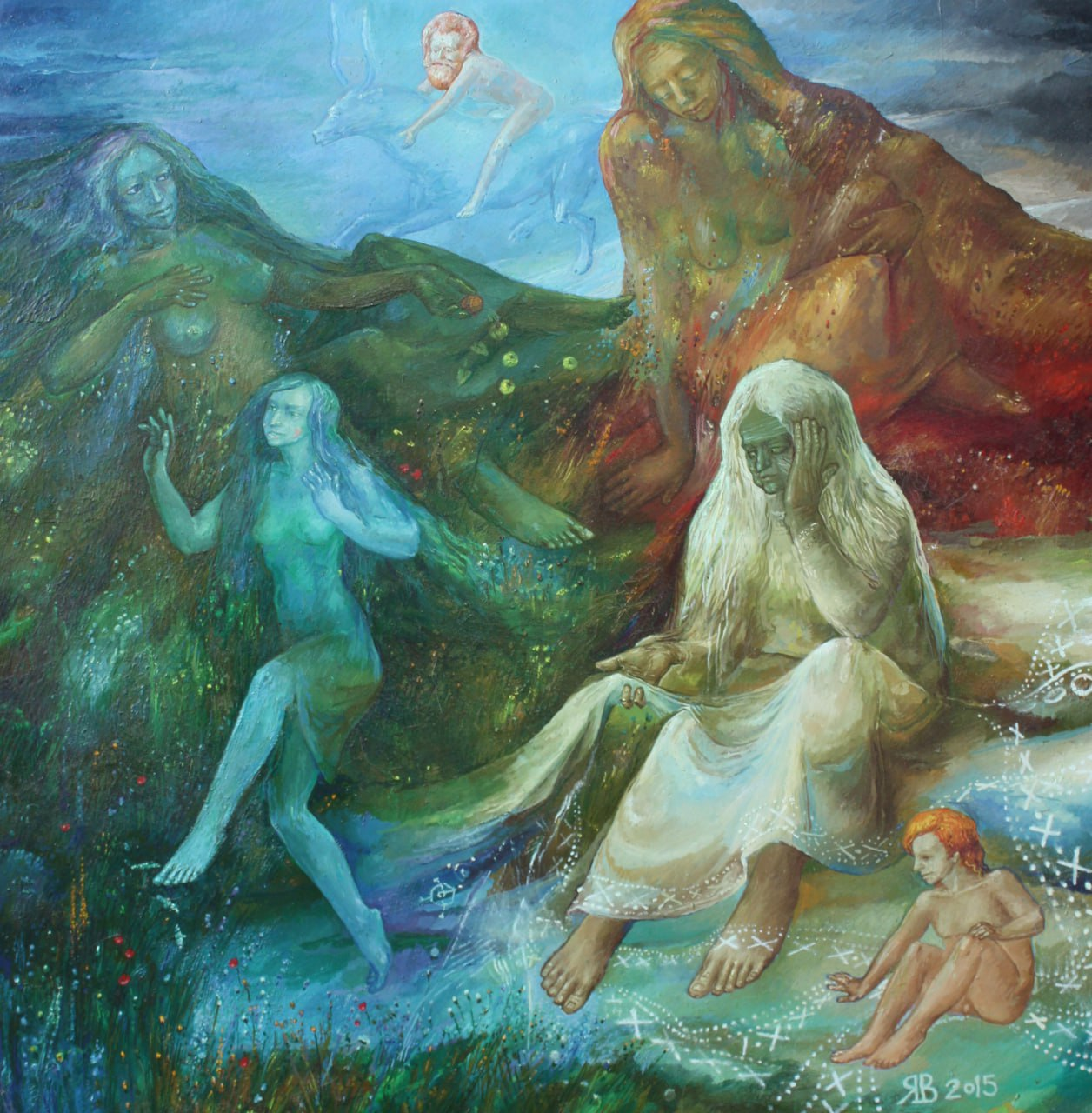
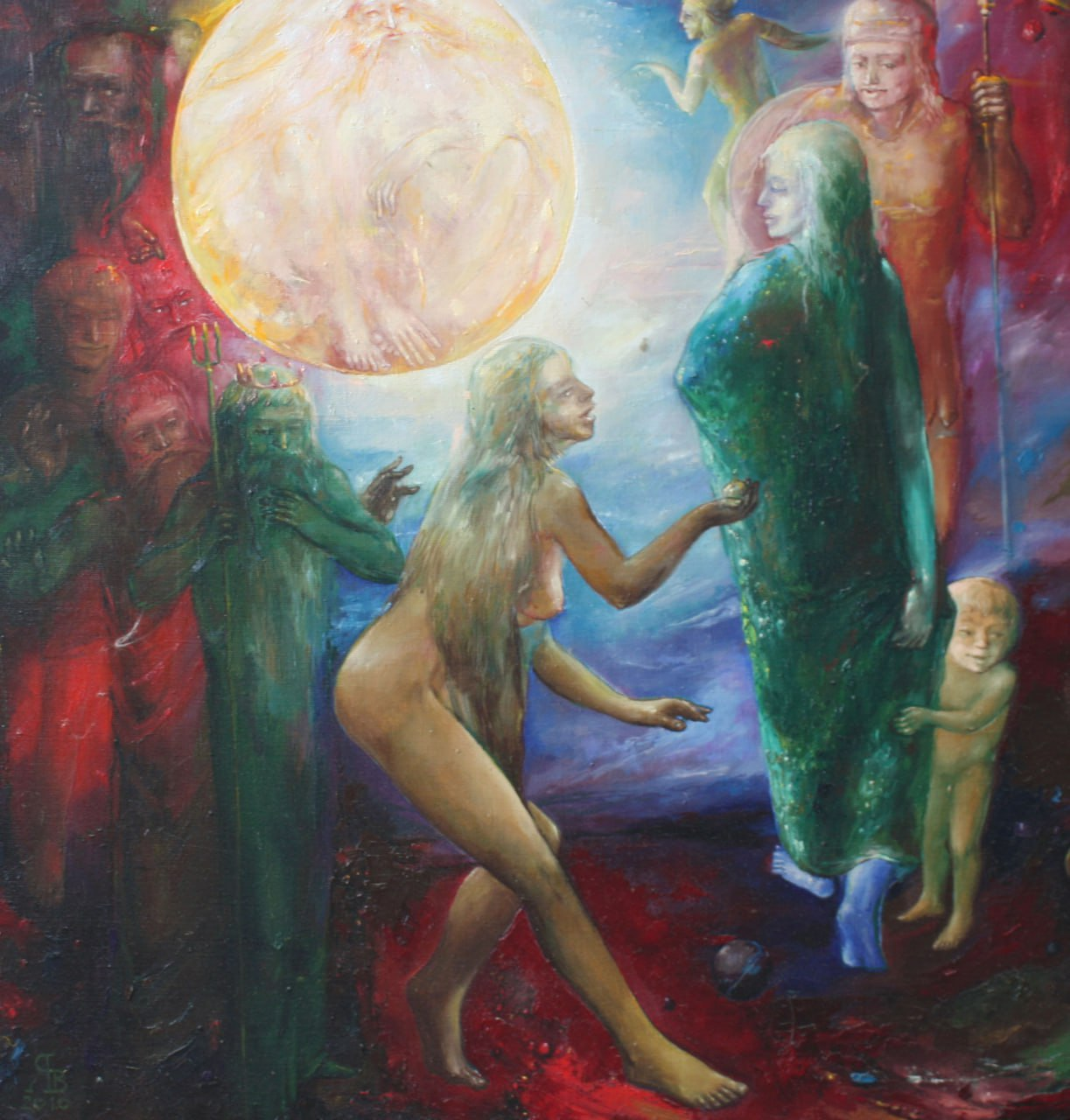
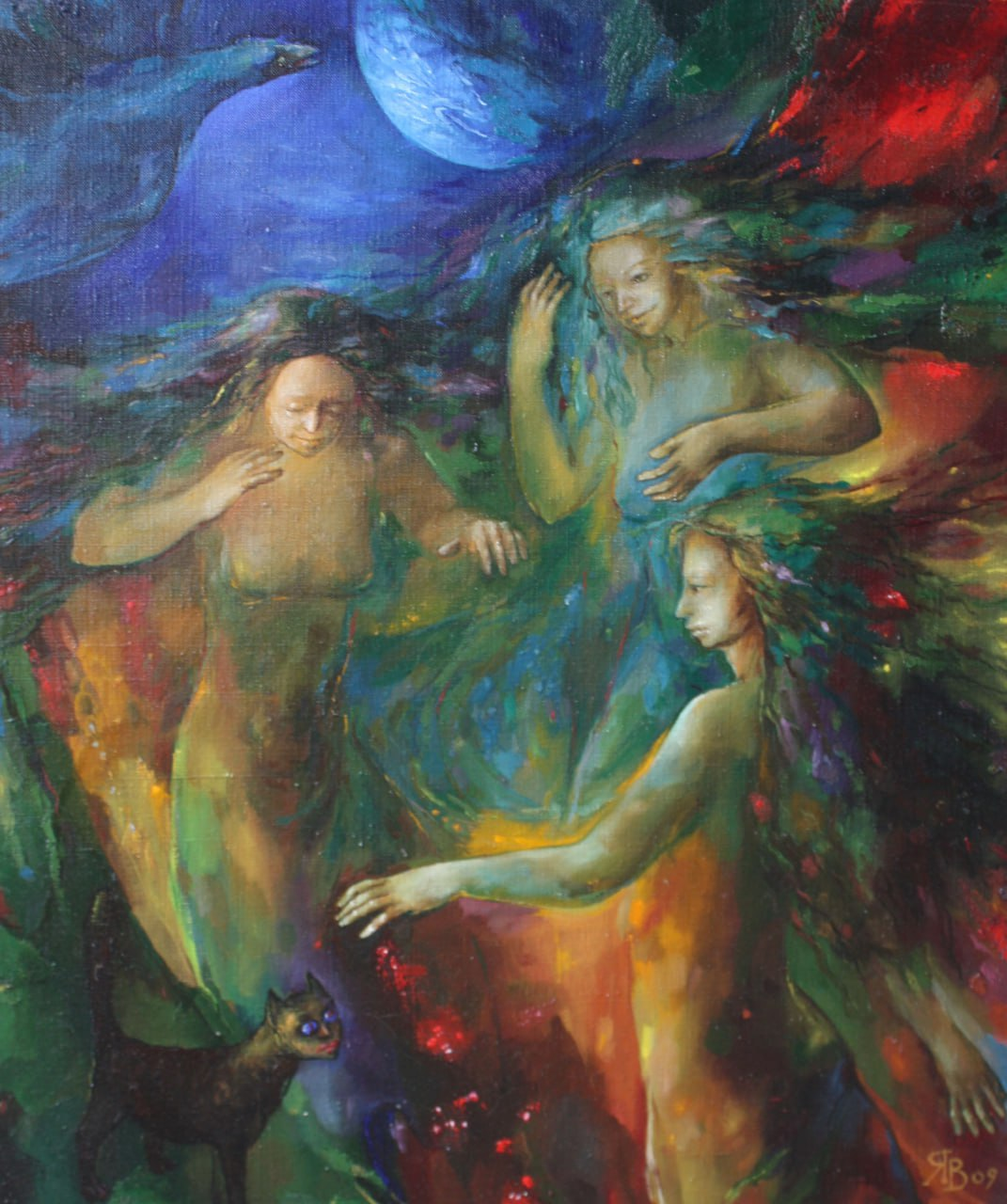
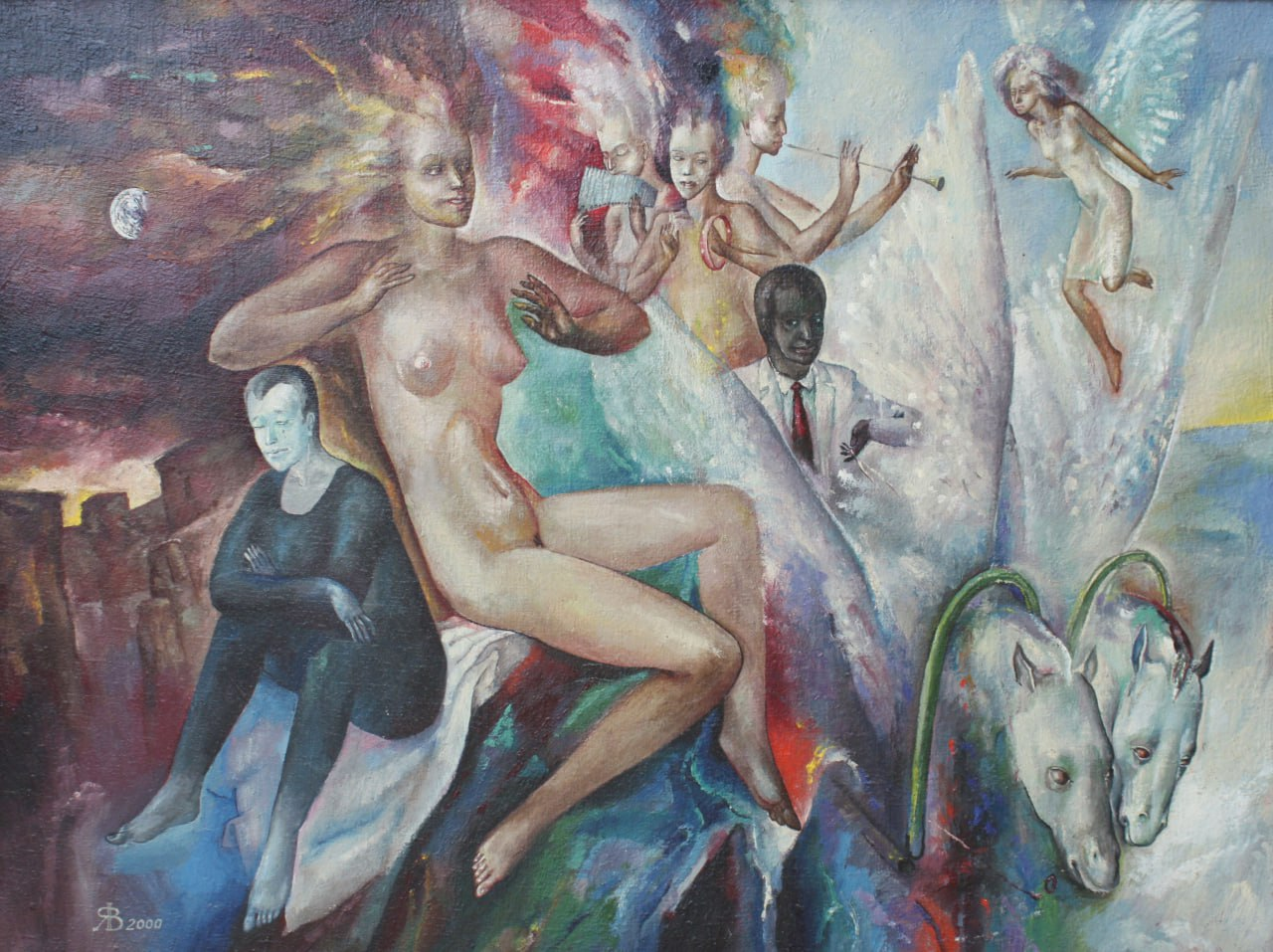
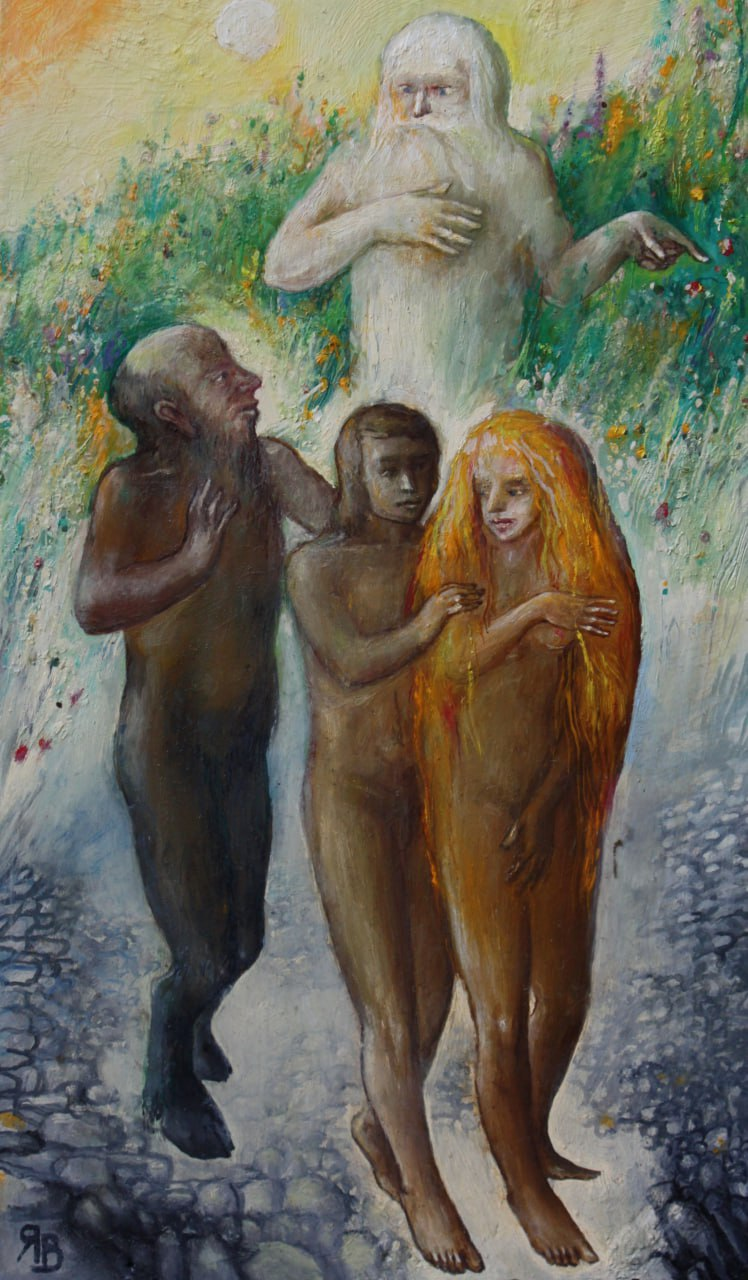
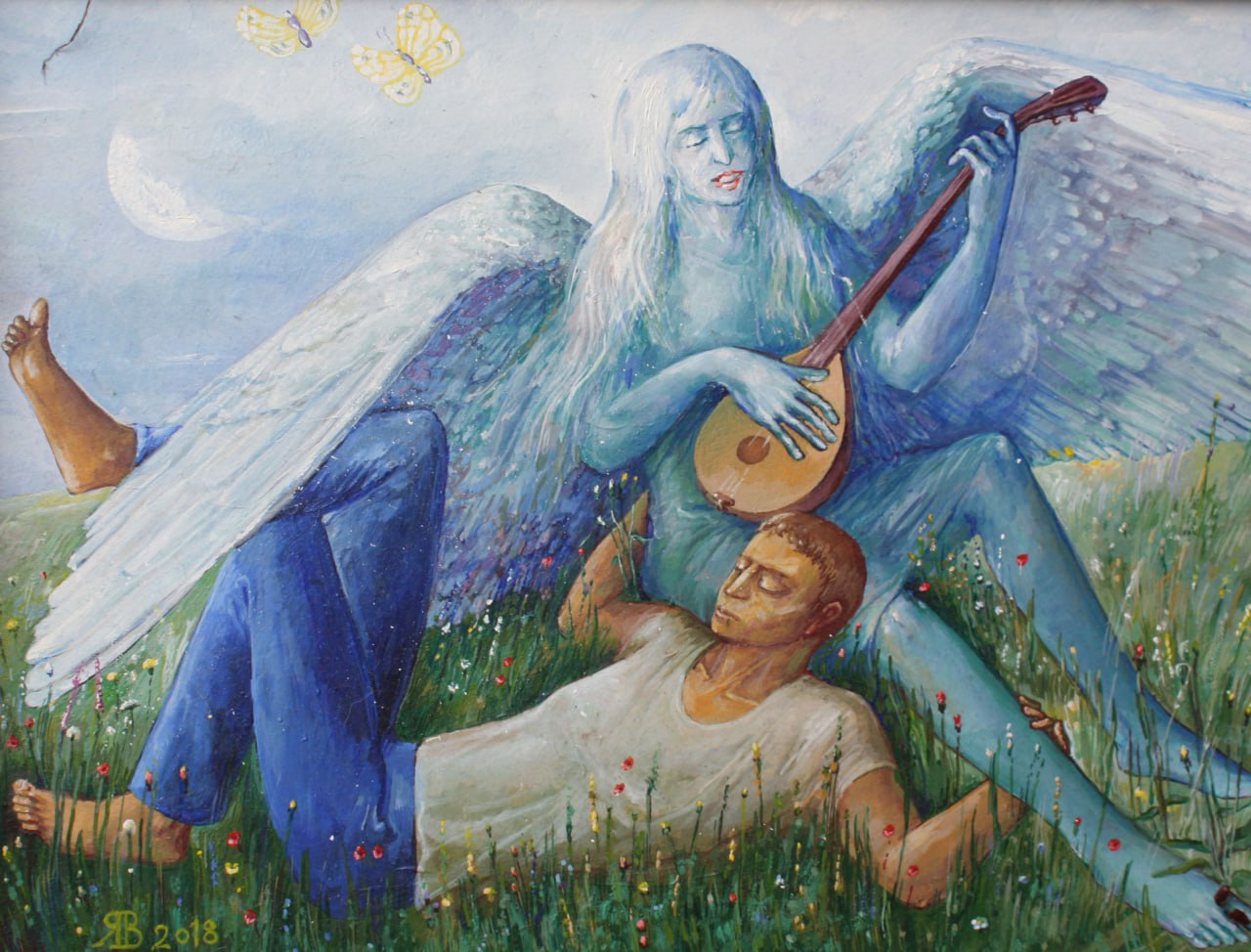
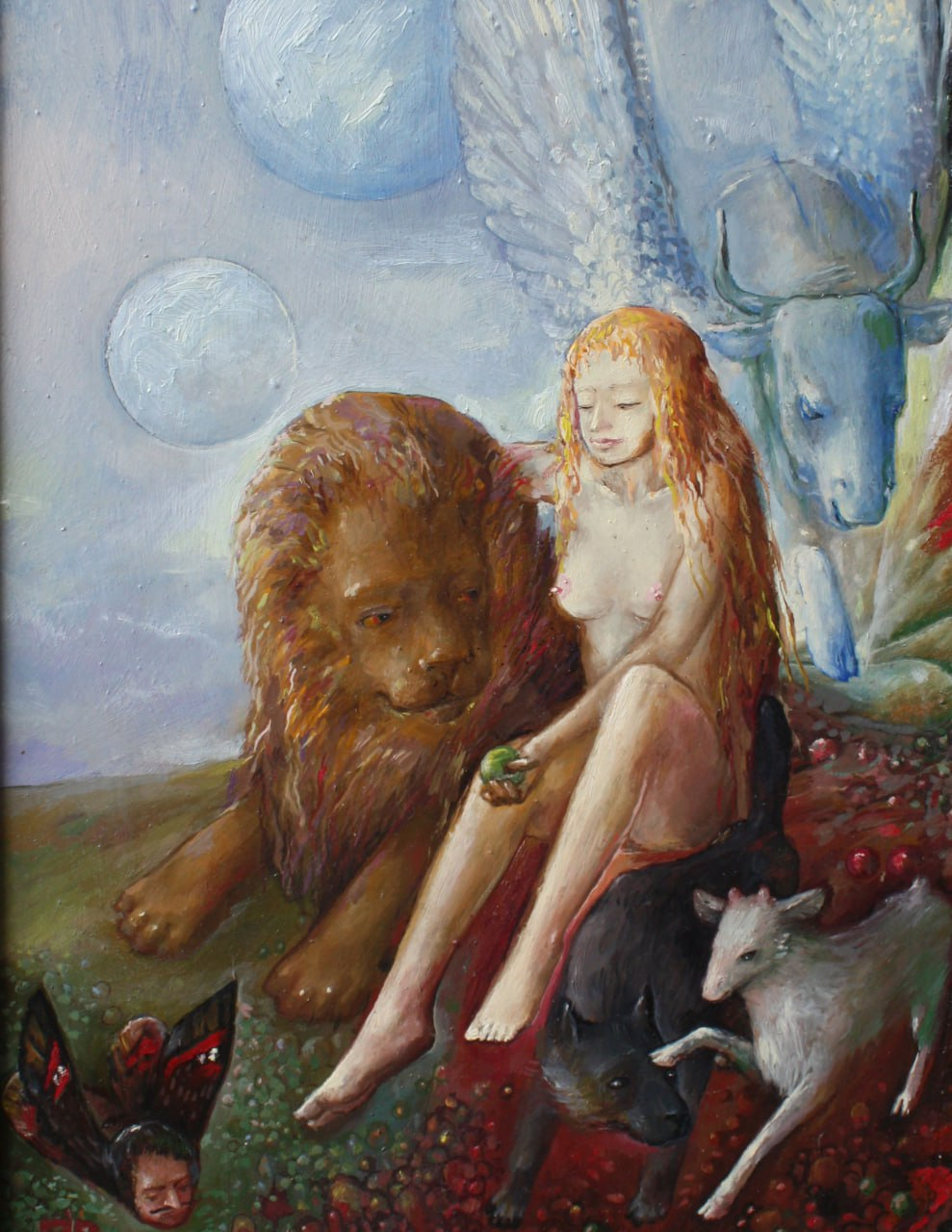
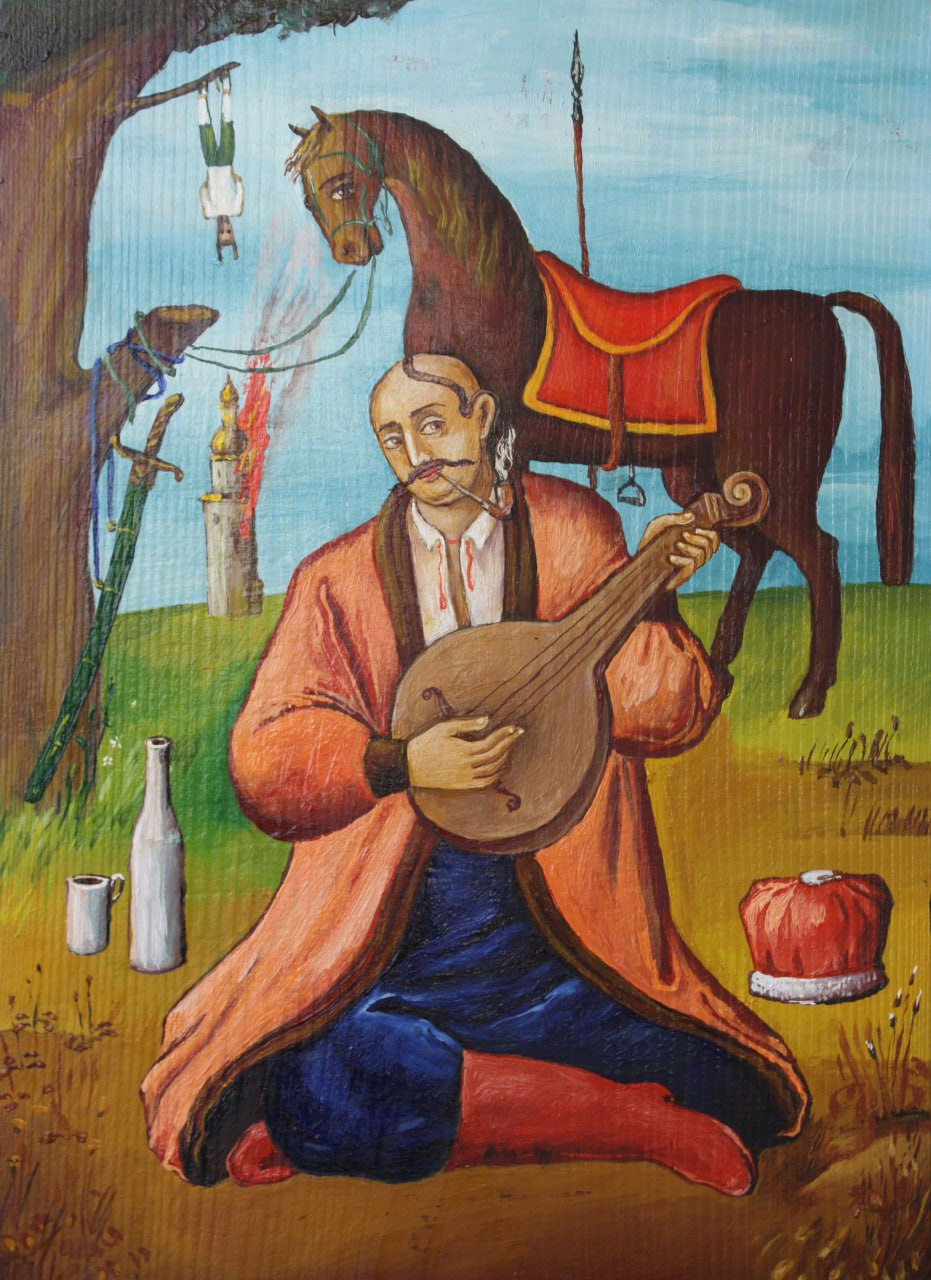
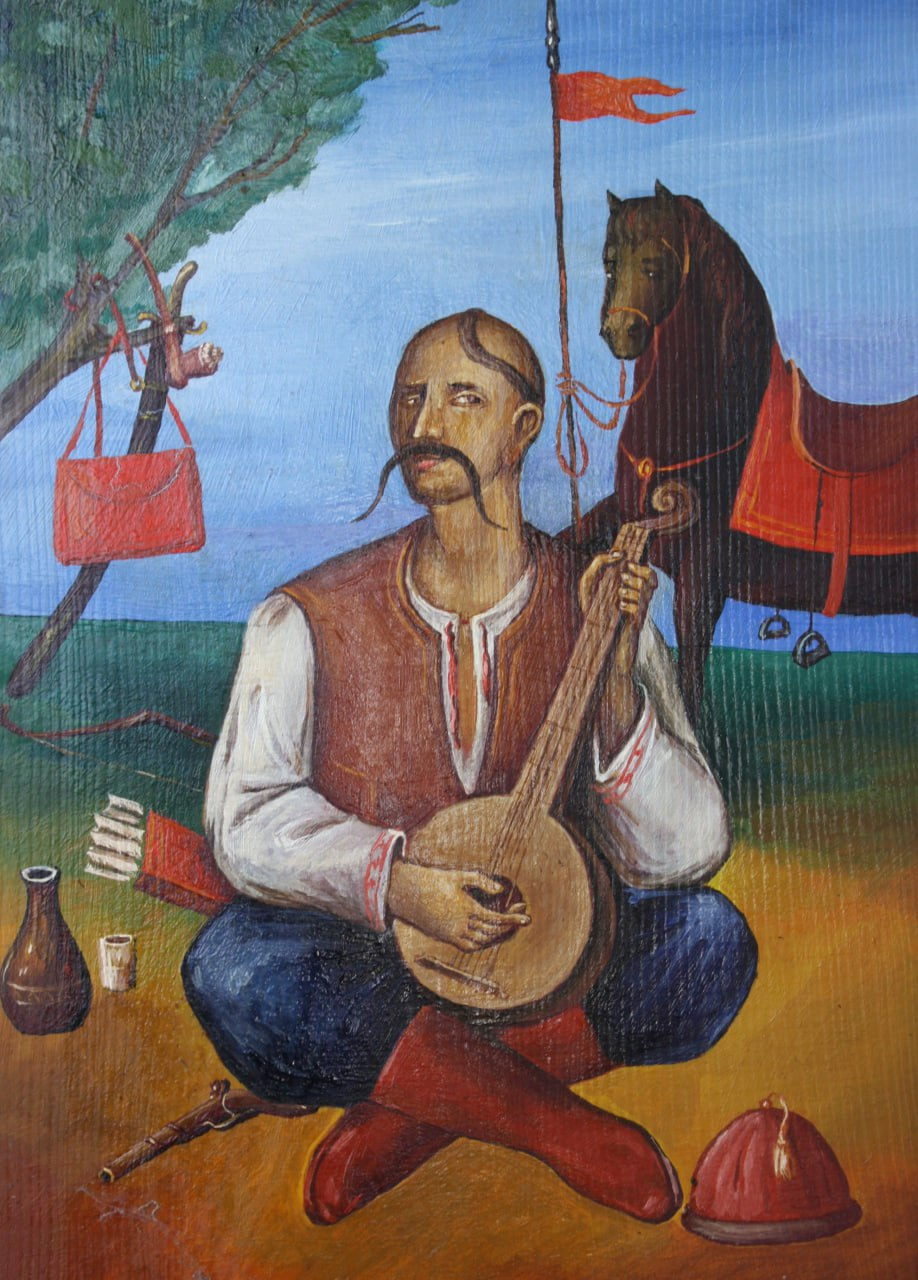
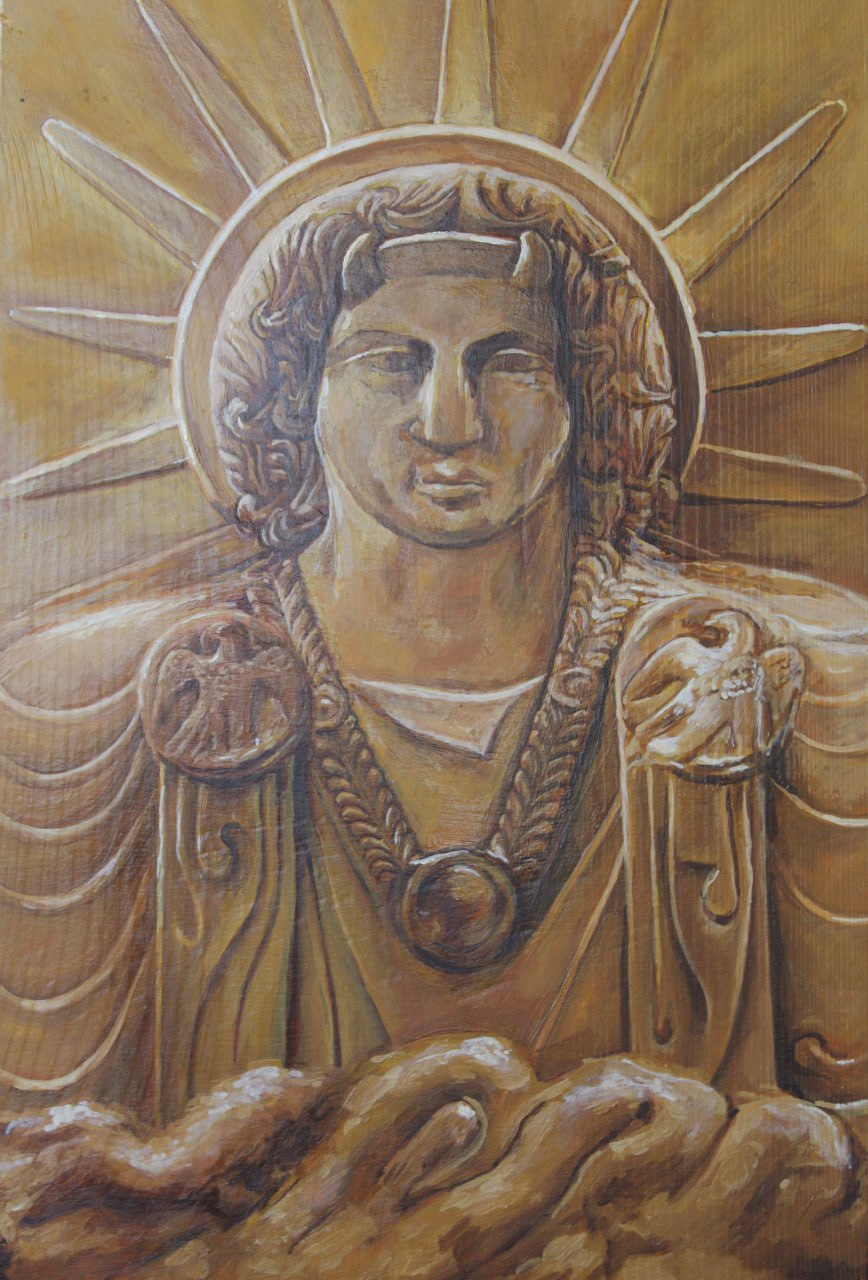
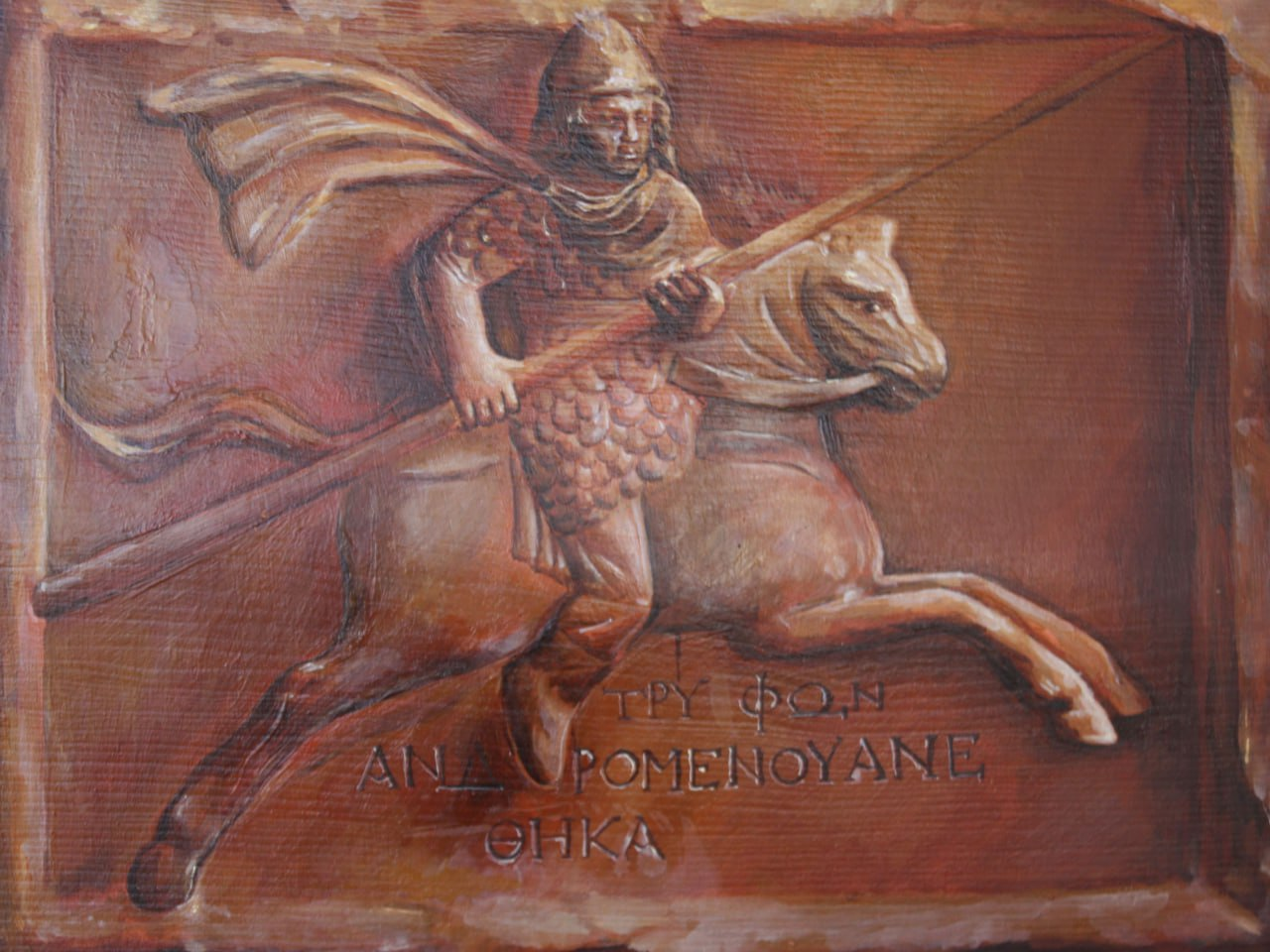
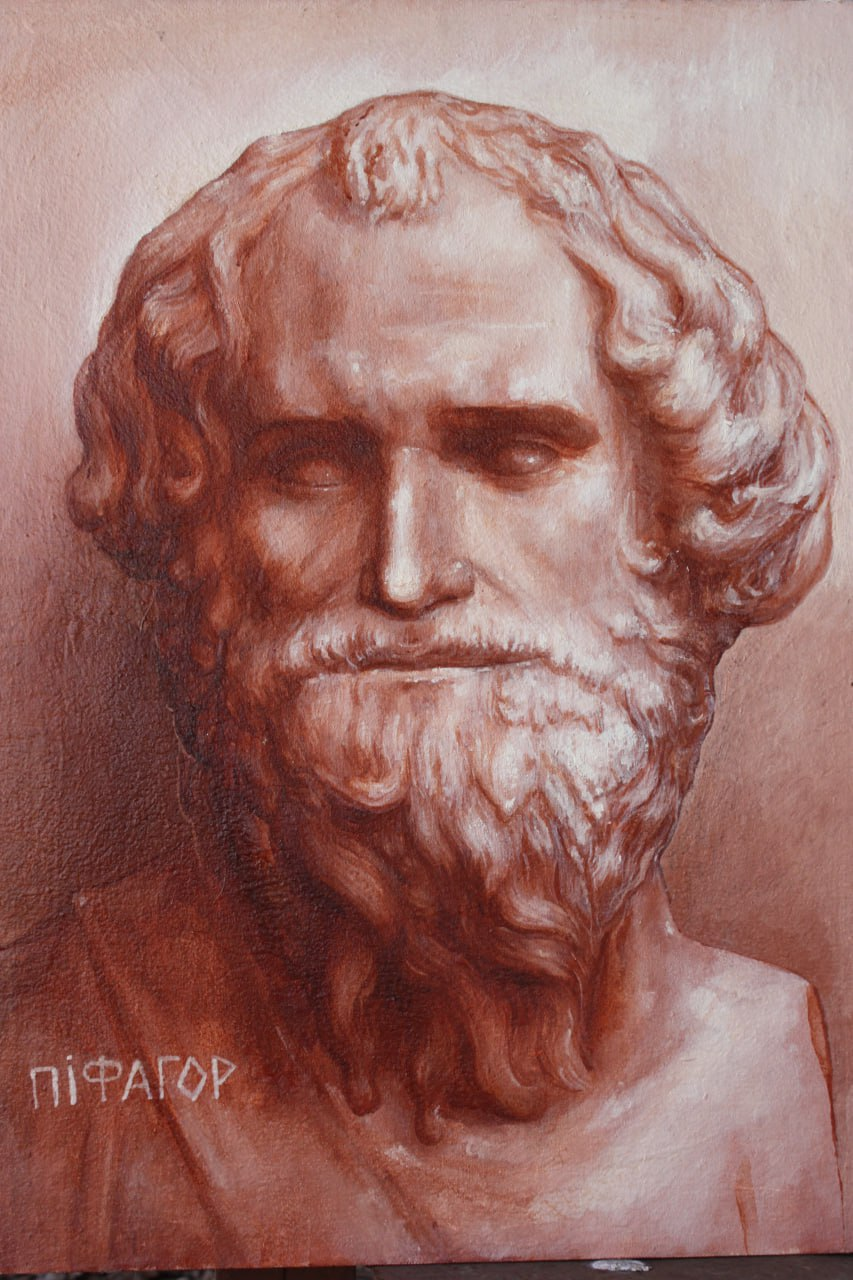
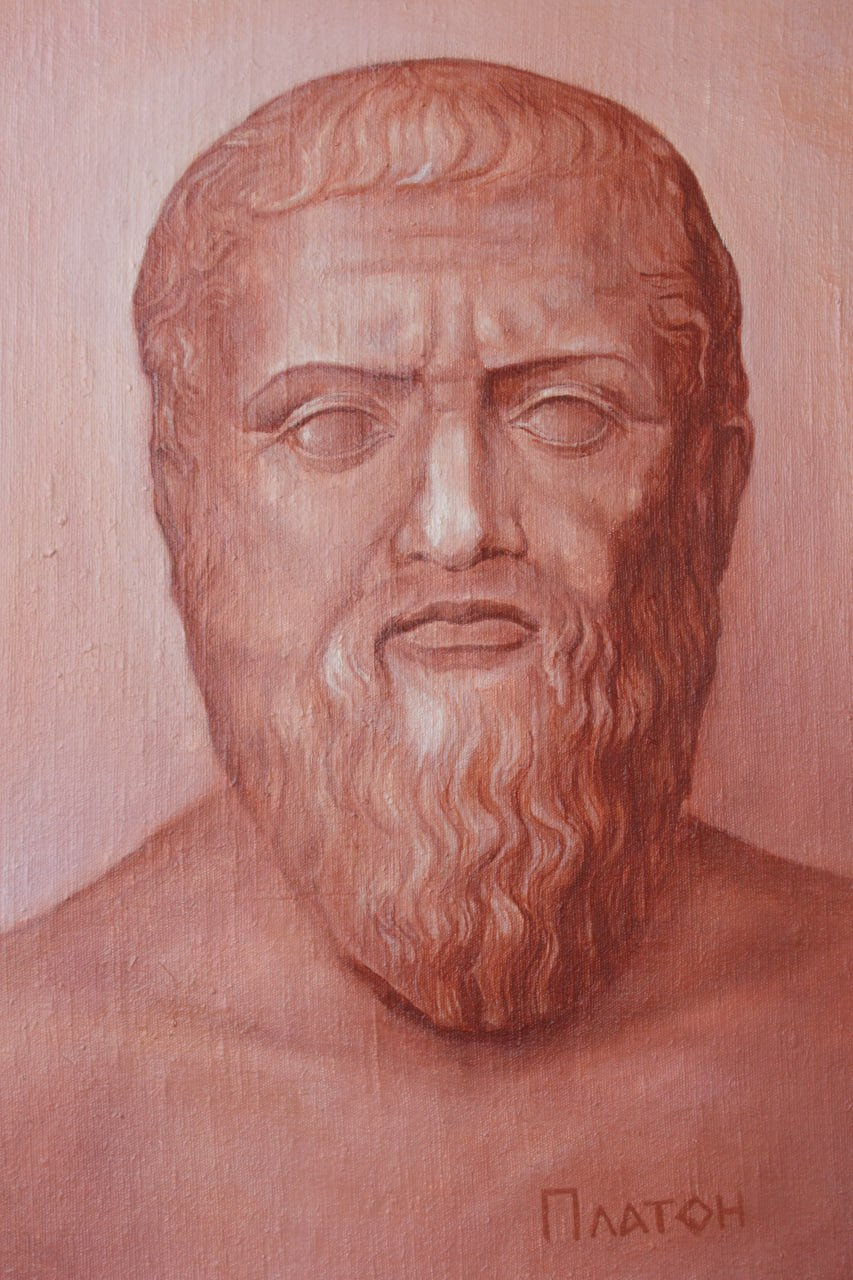
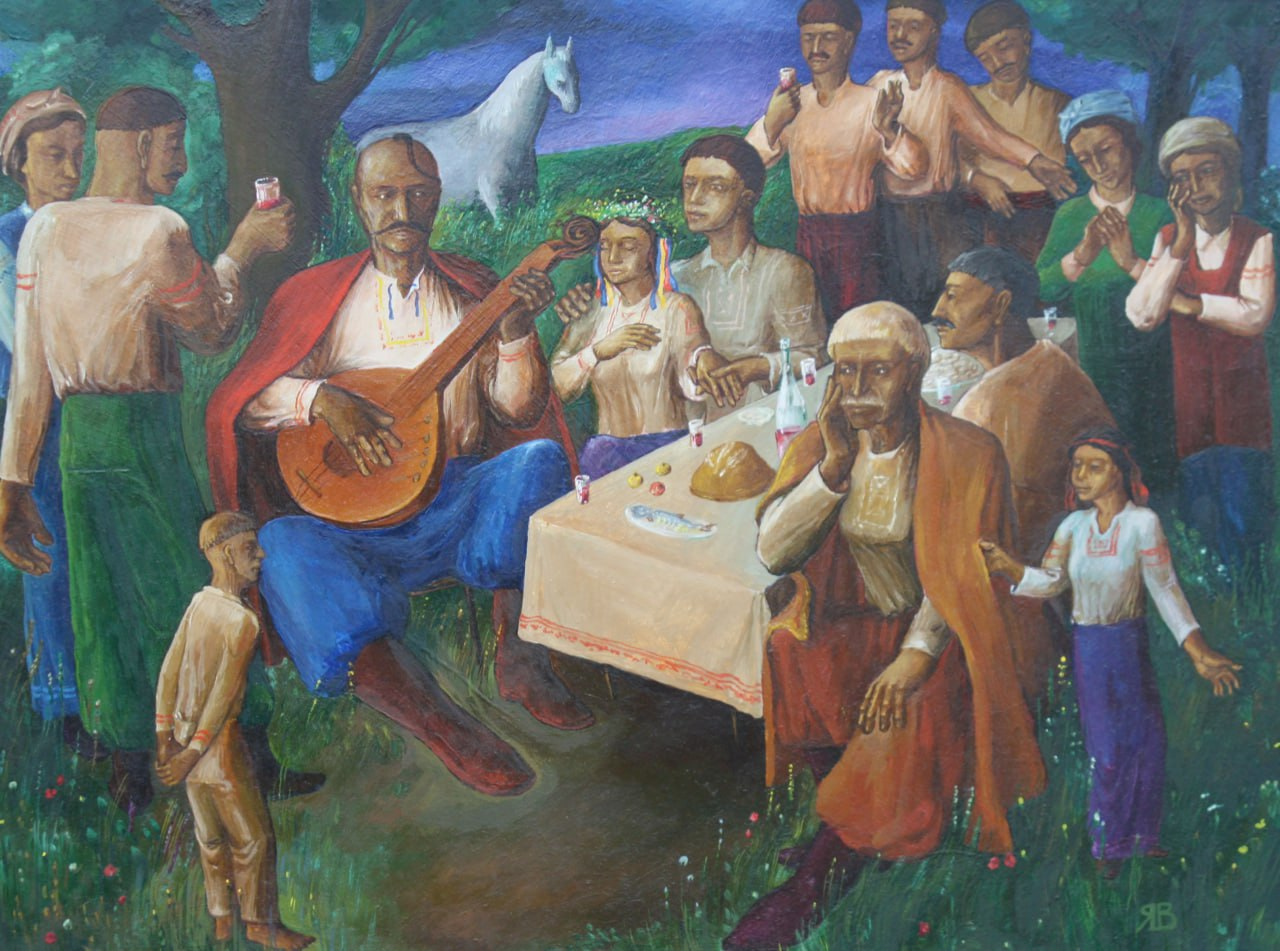
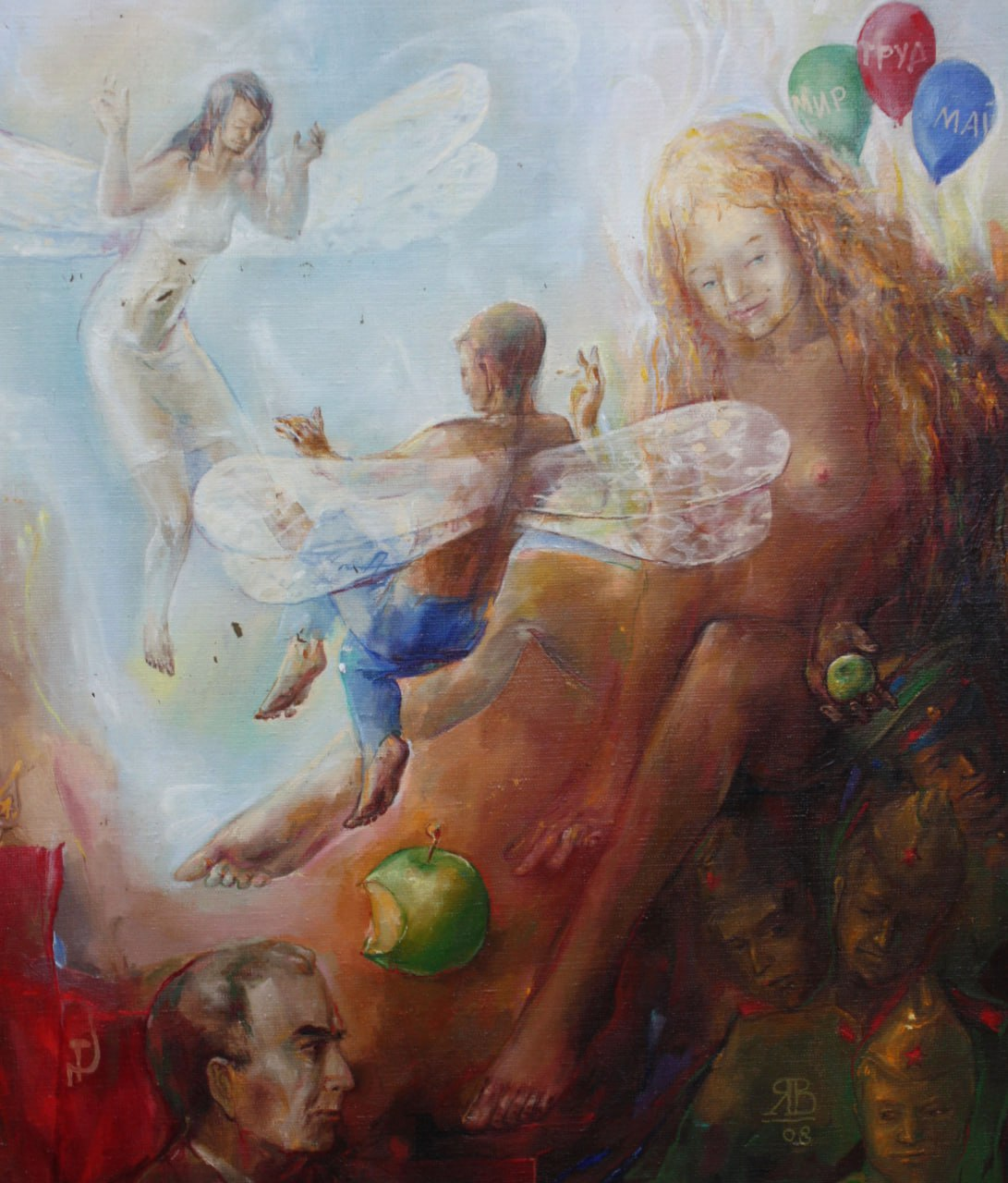
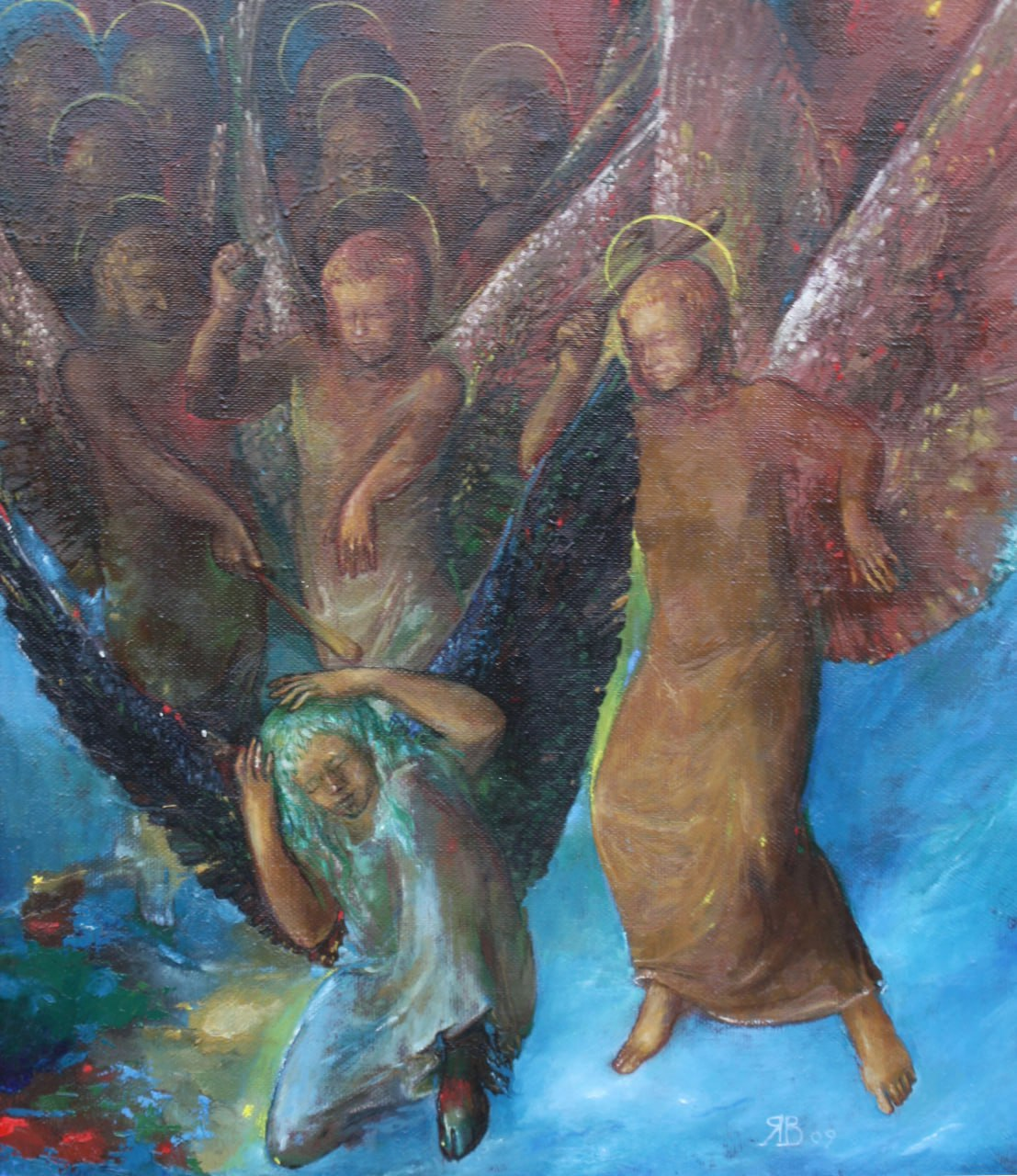
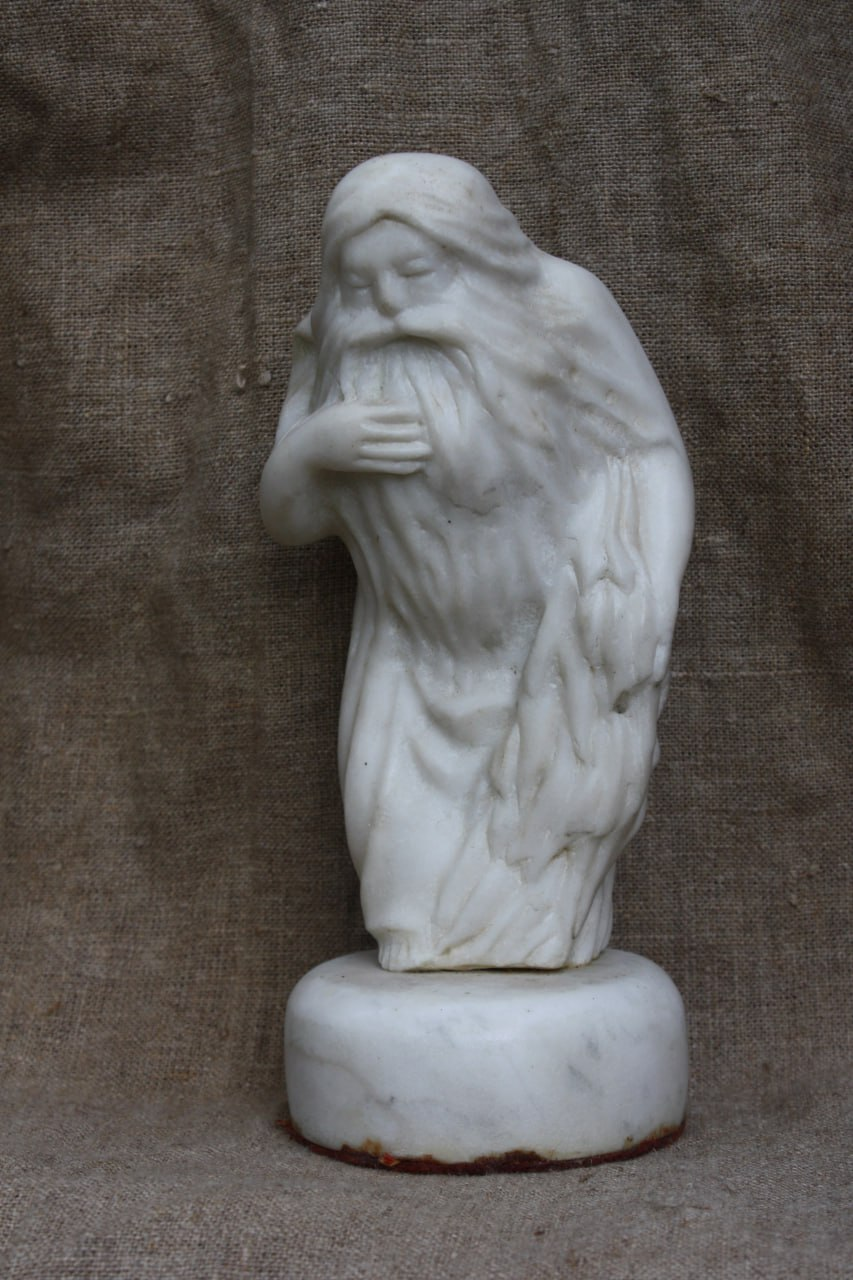
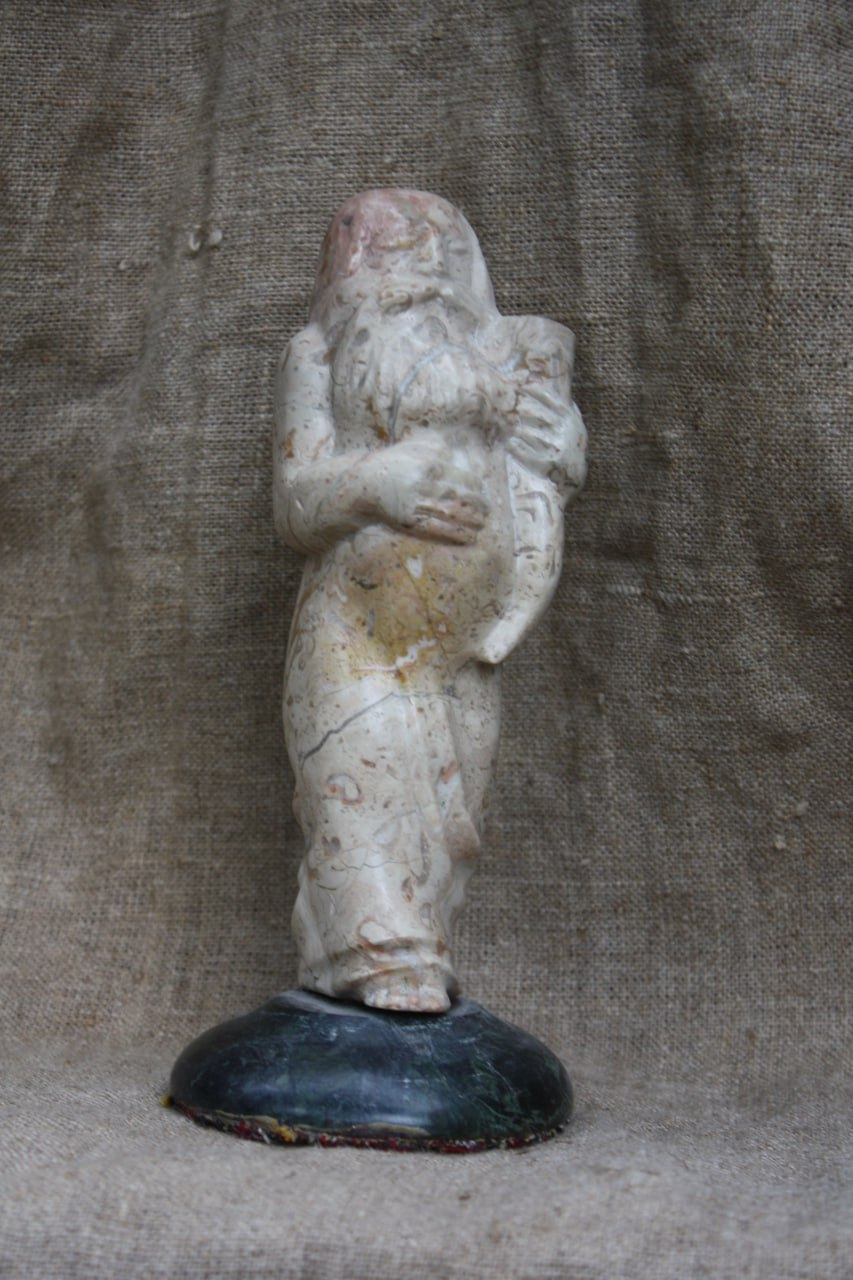
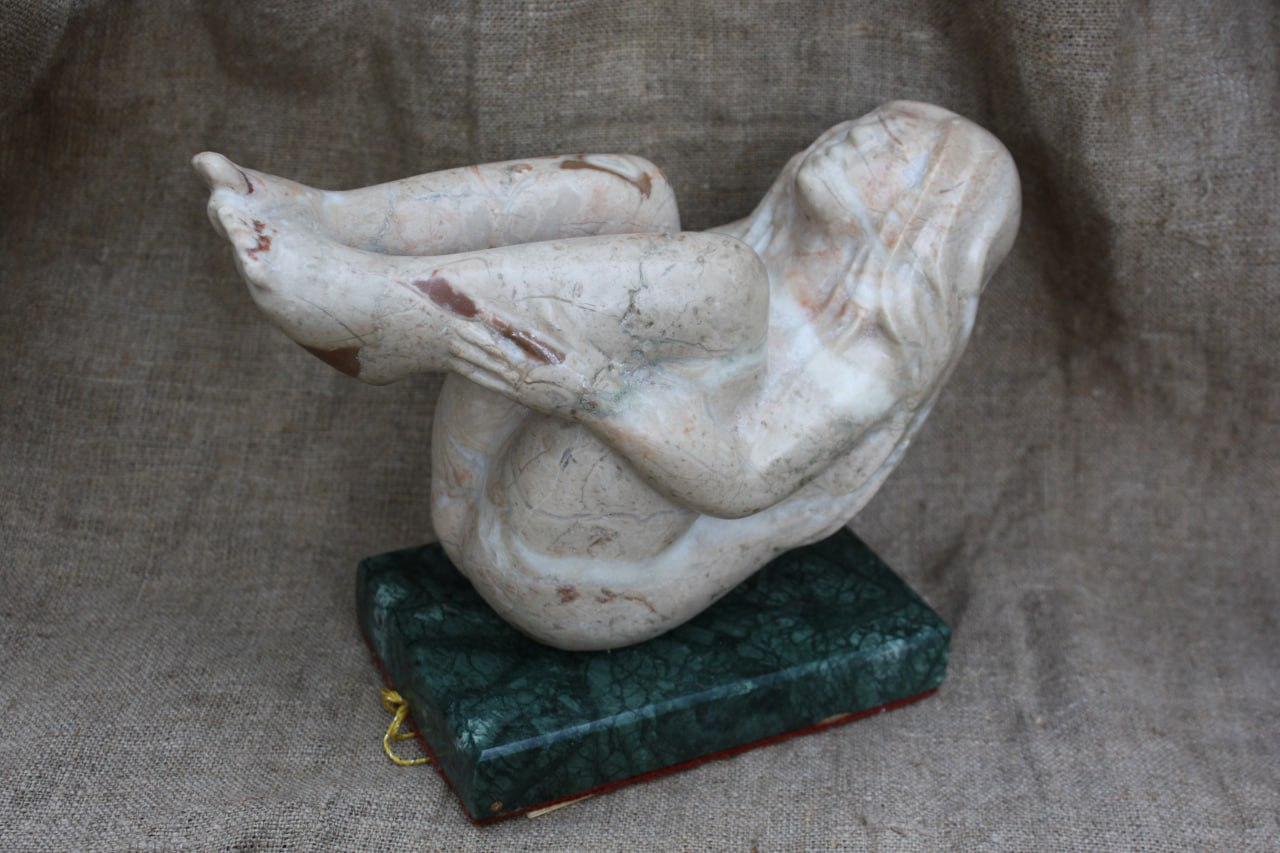
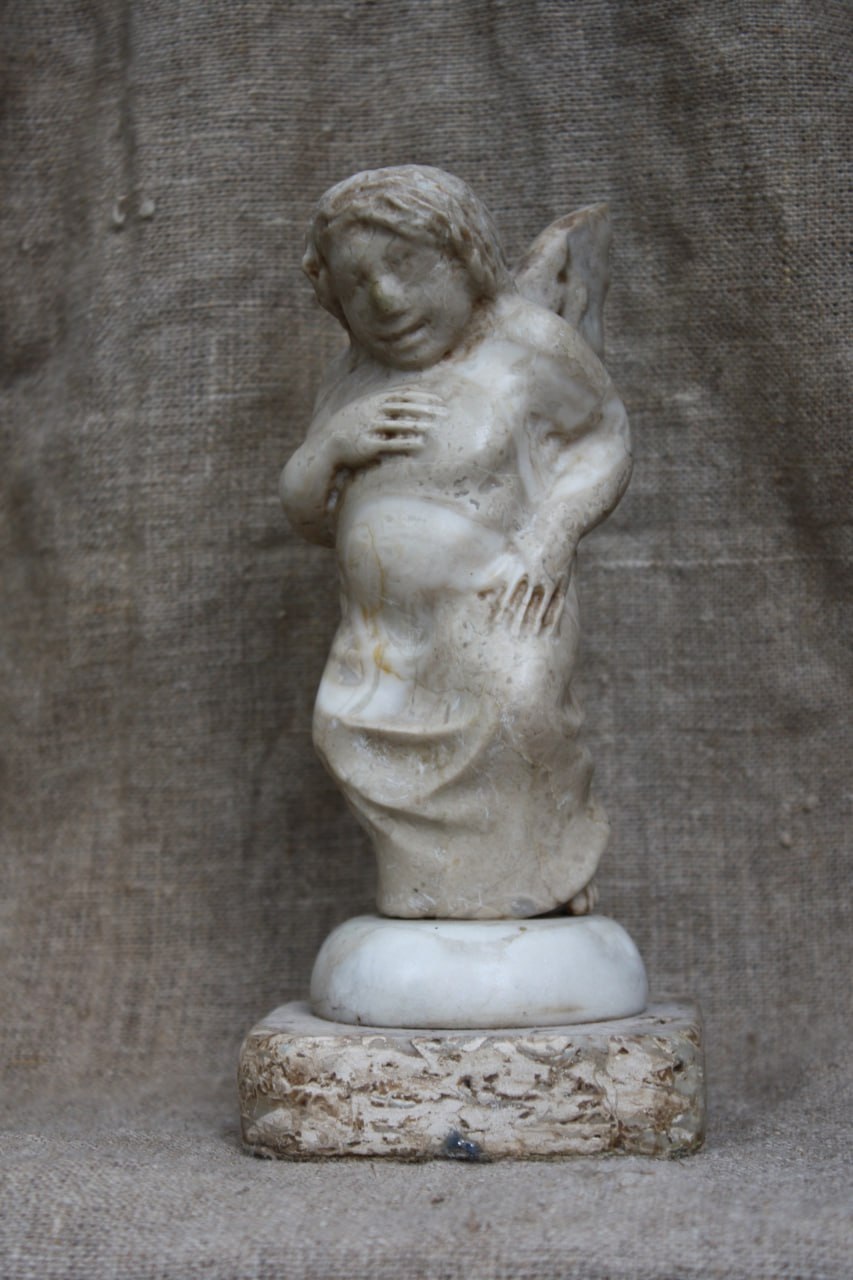
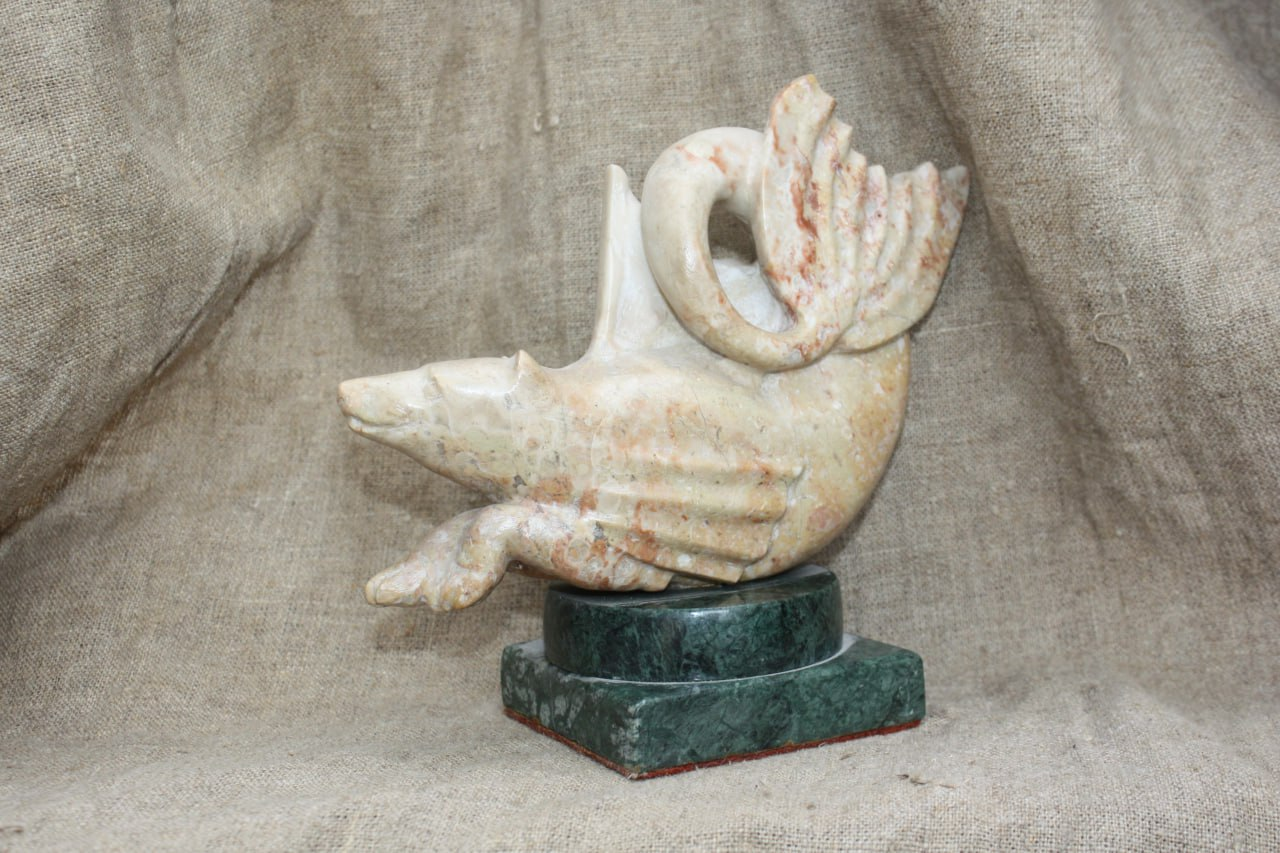
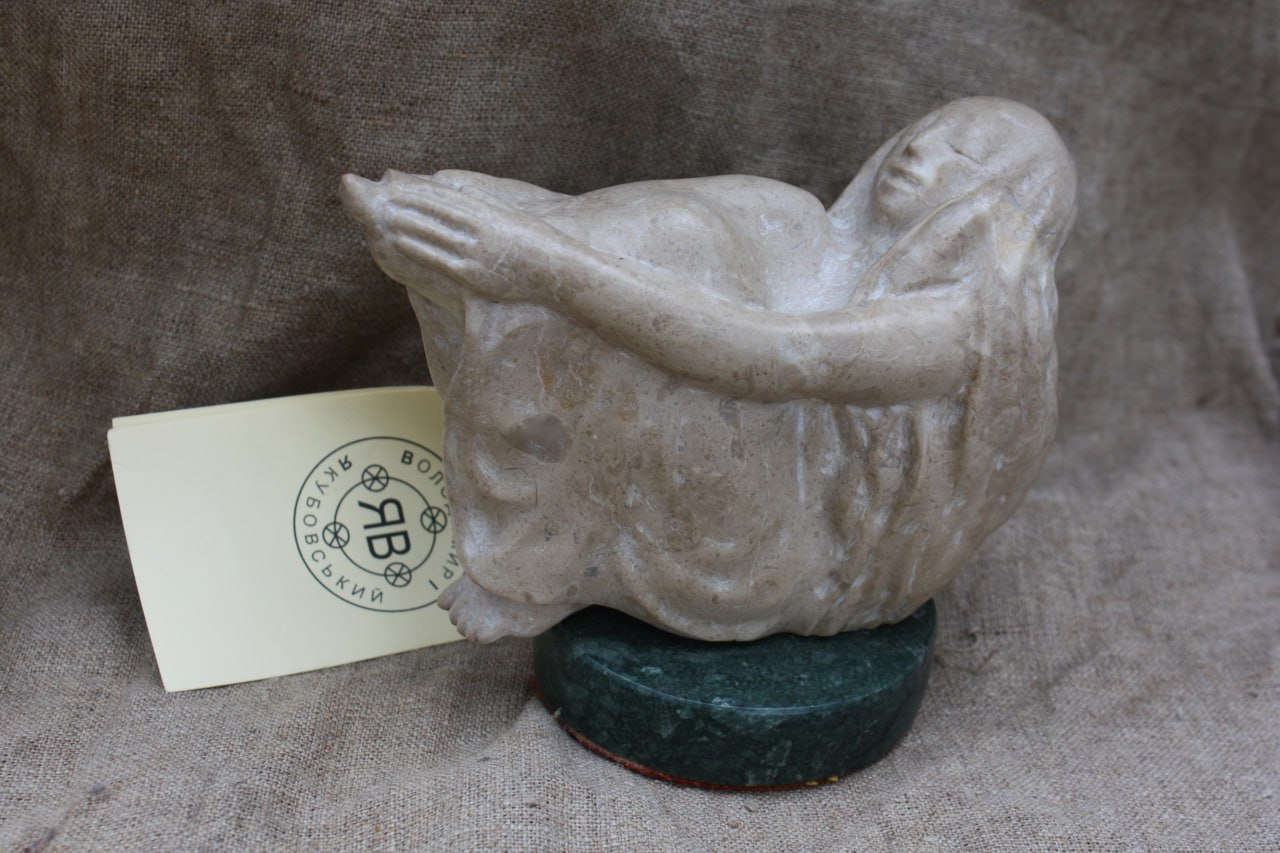
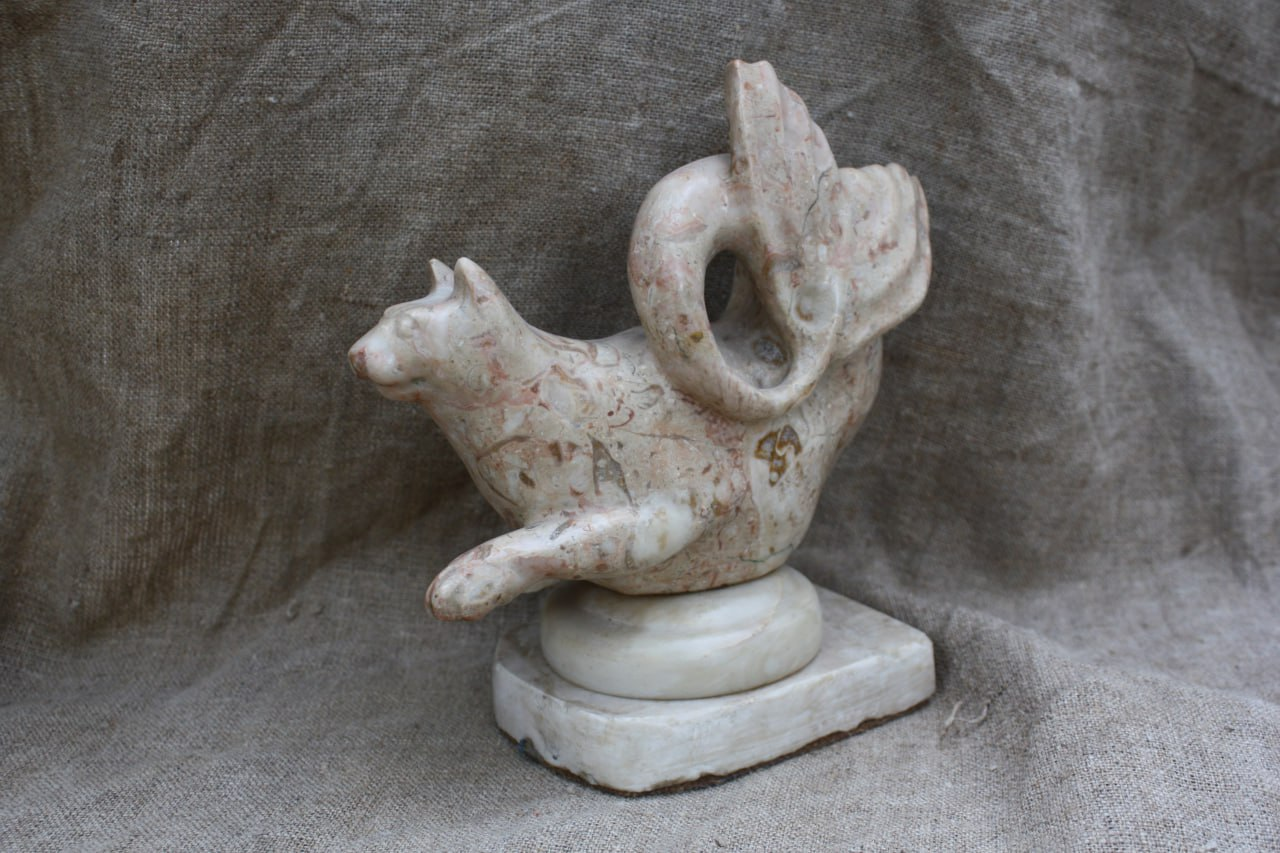
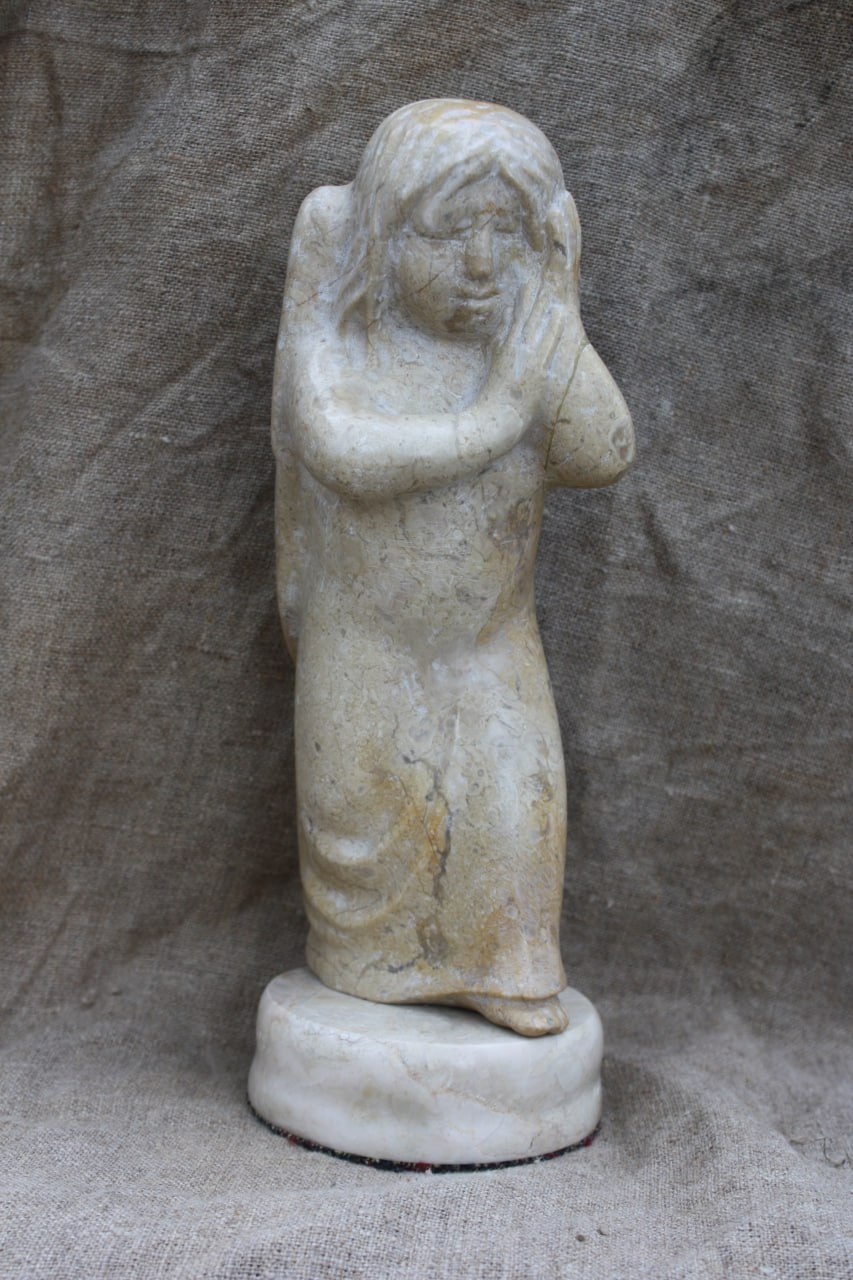
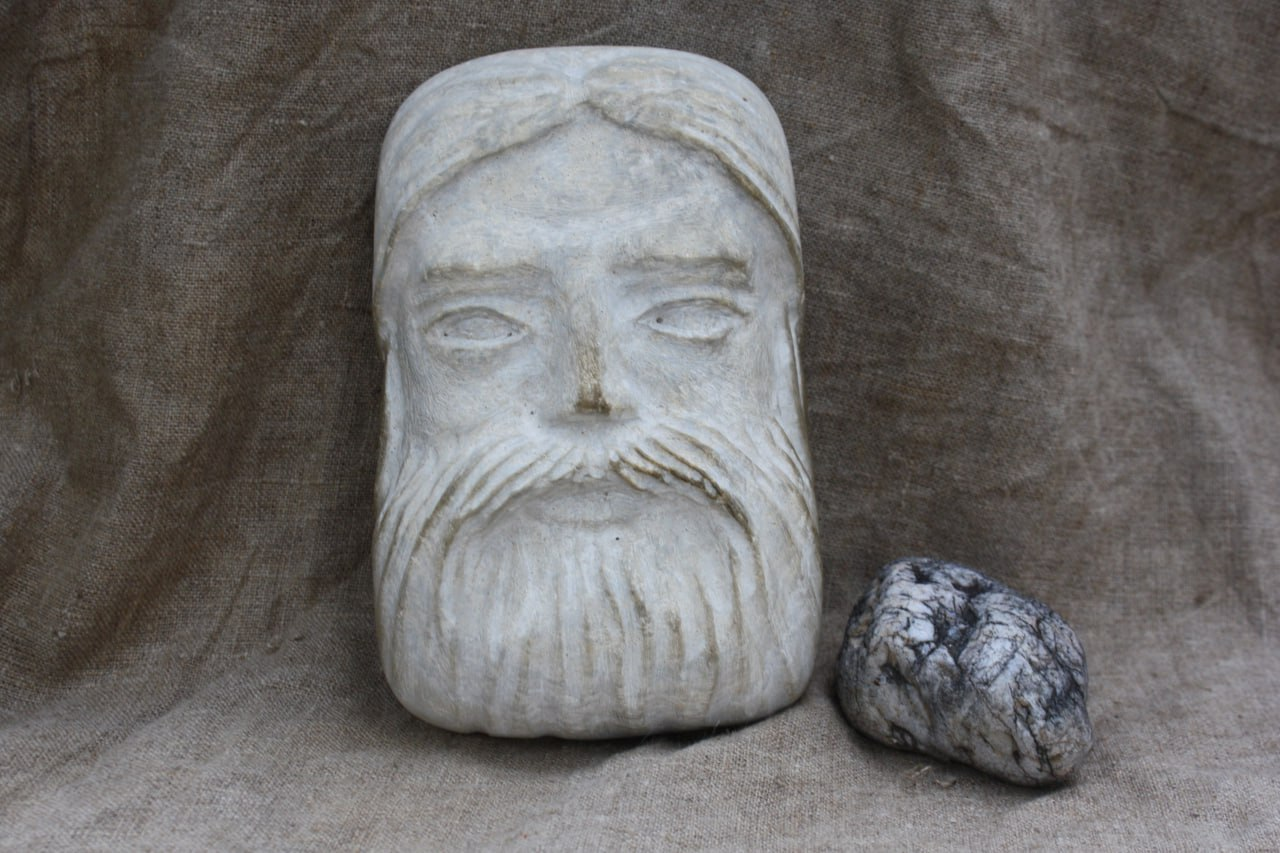
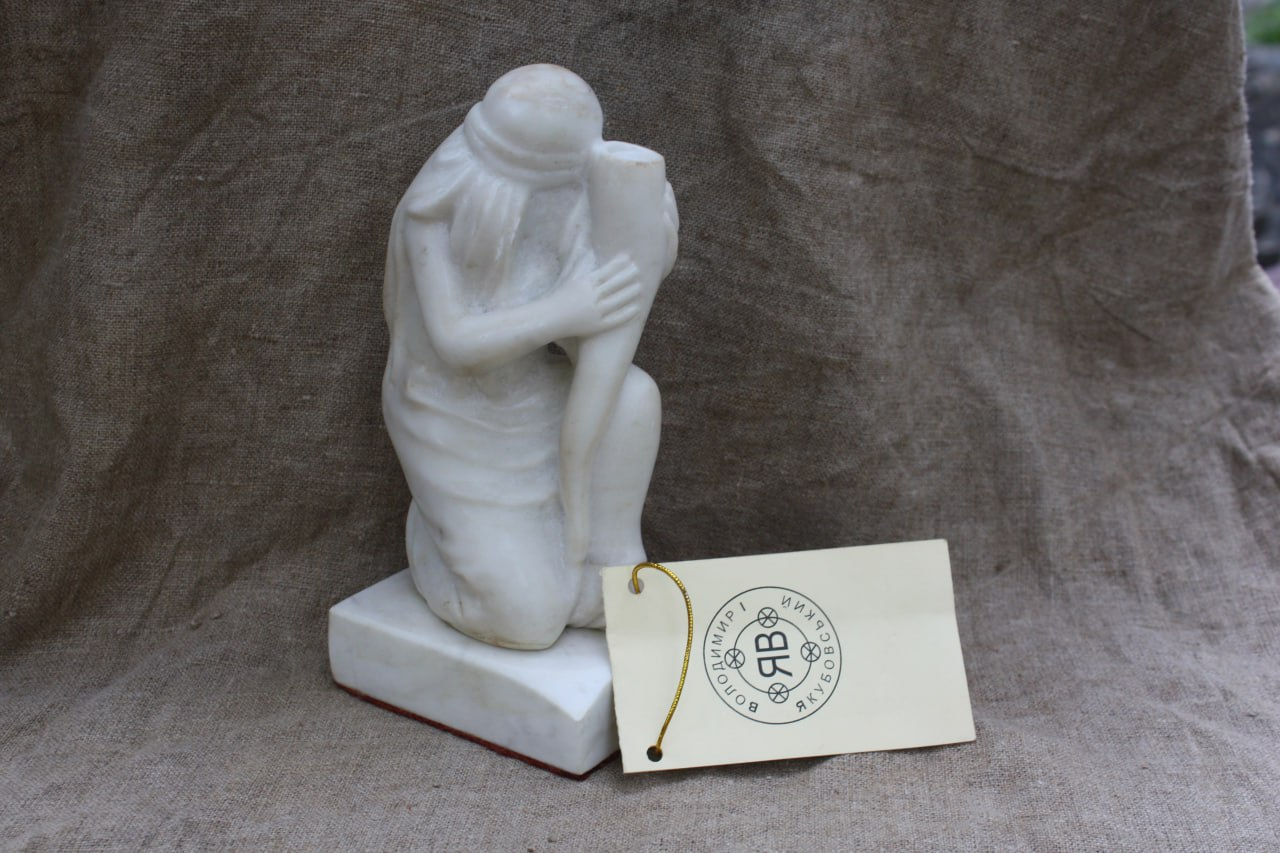
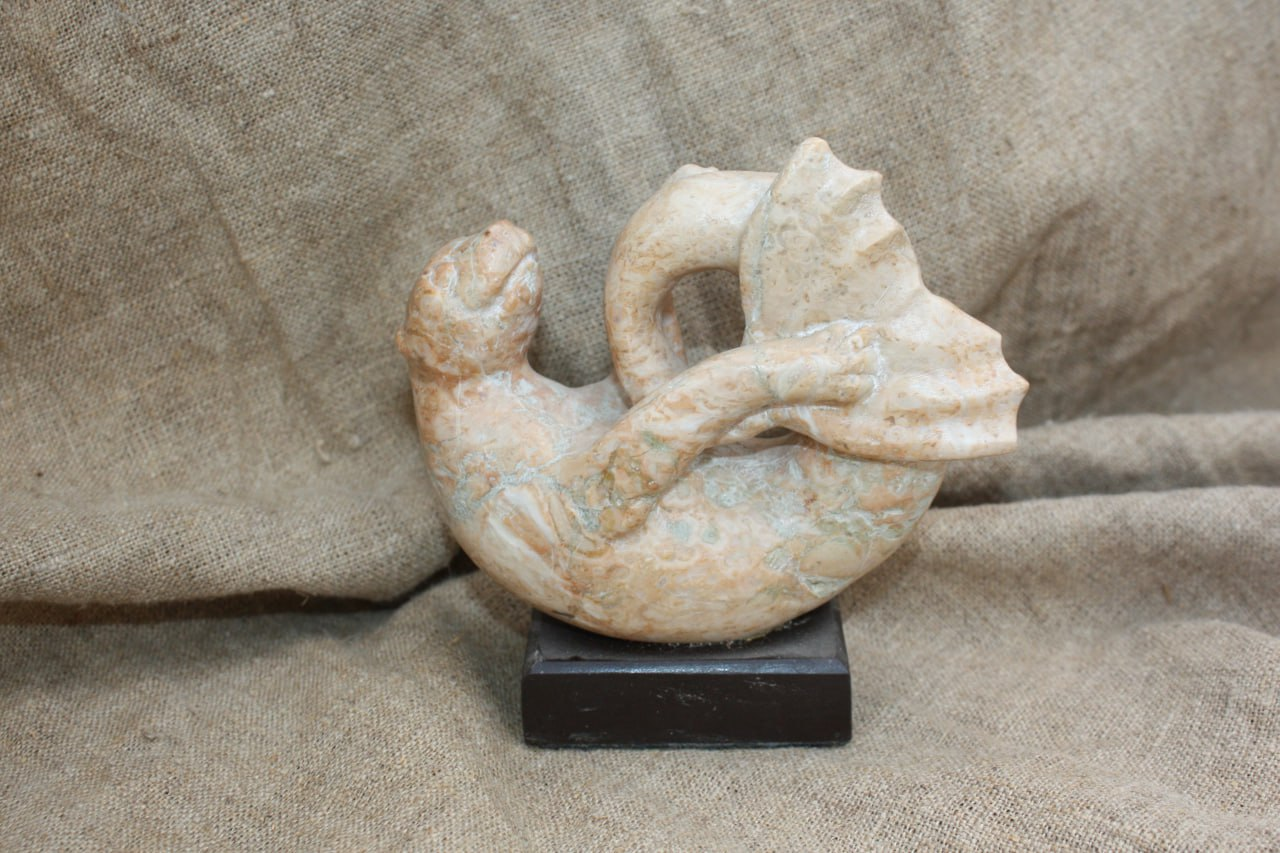
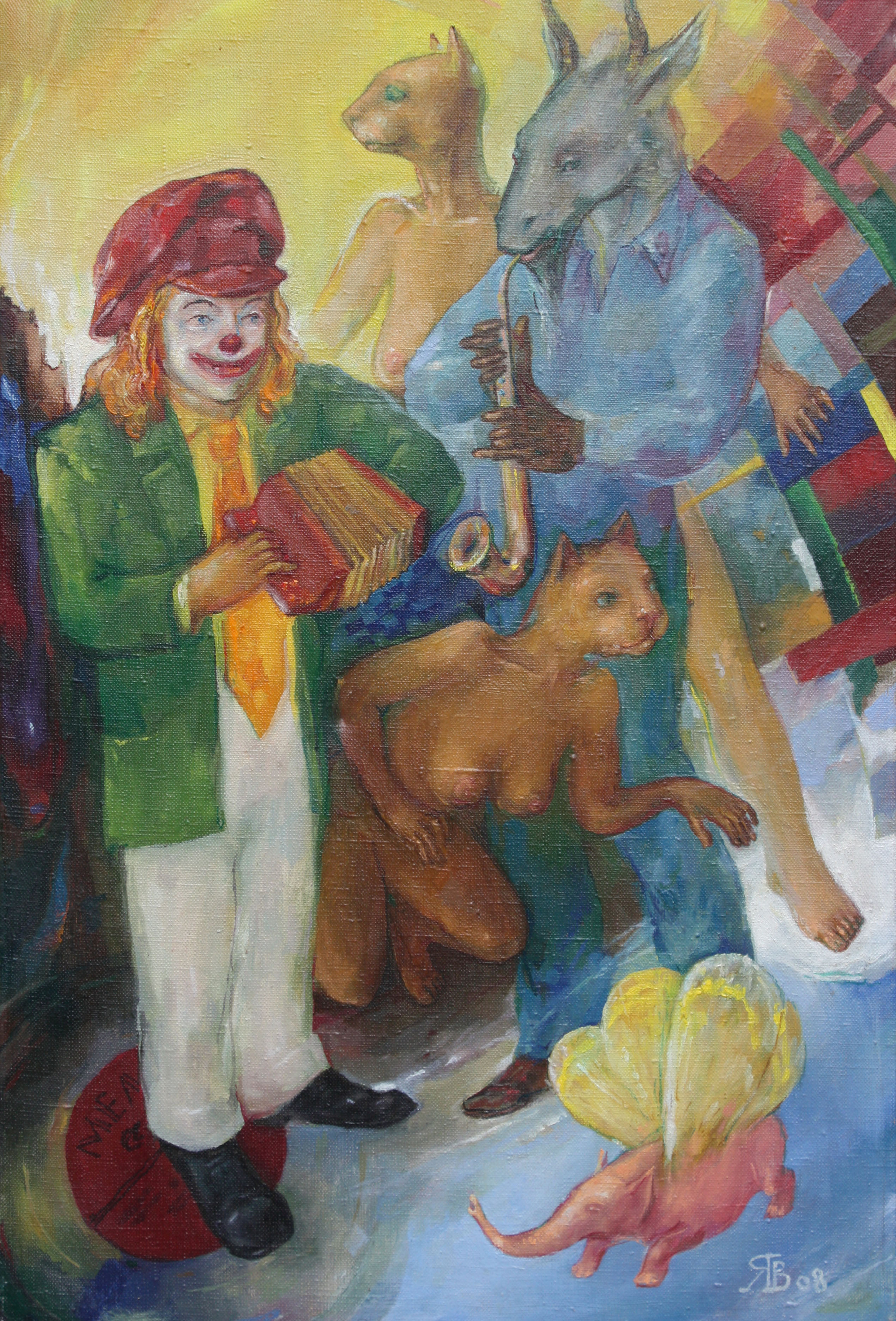